# 昭和
昭和（）は、日本の元号の一つ。

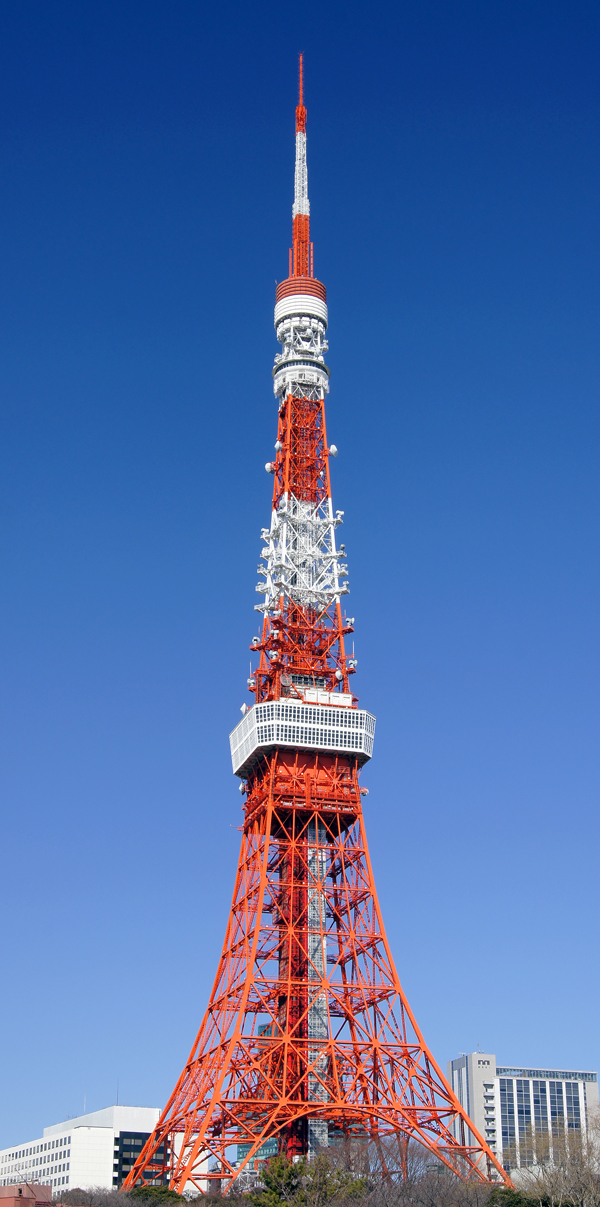
1958年（昭和33年）に竣工した東京タワー。

大正の後、平成の前。大化以降230番目、246個目の元号である。昭和天皇の在位期間 である1926年（昭和元年）12月25日から1989年（昭和64年）1月7日まで。
日本史の時代区分上では、元号が昭和であった期間を昭和時代（）といい、グレゴリオ暦（西暦）において20世紀の大半を占める。本項ではこの時代についても記述する。

## 概説
| 昭和天皇 |  | 香淳皇后 |
| 昭和天皇 |  | 香淳皇后 |

大正天皇の崩御に伴い、皇太子裕仁親王が皇位を継承し、即日「昭和」と改元された。昭和天皇（裕仁親王）の崩御に伴い、皇太子明仁親王（現上皇）が皇位を継承し、「平成」と改元されることとなって幕を閉じた。
最も長く続いた日本の元号で64年を数えるが、「元年」と「64年」は共に7日間しか使用されなかったため実際の期間は62年と14日（22,660日）となる。外国のものを含めても最長の元号であり、歴史上60年以上を数えた元号は、昭和の他には、清の康熙（61年）と乾隆（60年）しかない。
最長の元号である上、この期間は第二次世界大戦（太平洋戦争）が終結した1945年（昭和20年）9月2日や終戦記念日の同年8月15日を境に、それ以前の約19年間は戦前（および戦中）、以後の43年余は戦後と、社会の価値観・諸制度や政治体制が大きく異なる時代に分かれ、世界史上の時代区分もそれぞれ近代・現代と別になっており、一体的に捉えることは難しい。

## 改元
百姓昭明、協和万邦
→百姓昭明にして、万邦を協和す
昭和は登極令（皇室令の一部）による制度での最後の元号であり、1979年（昭和54年）の元号法制定の際、同法附則第2項により、「本則第1項の規定に基づき定められたもの」とされた。
「昭和」の由来は、四書五経の一つ書経堯典の「百姓昭明、協和万邦」（百姓昭明にして、万邦を協和す）による。漢学者・吉田増蔵の考案。「昭和」が元号の候補になったのはこれが最初である。なお、江戸時代に全く同一の出典で「明和」（1764年〜1772年）の元号が制定されている（「百姓昭明、協和万邦」）。国民の平和および世界各国の共存繁栄を願う意味である。
当時枢密院議長だった倉富勇三郎の日記によれば、宮内省（現：宮内庁）作成の元号案として「神化」「元化」「昭和」「神和」「同和」「継明」「順明」「明保」「寛安」「元安」があったが、数回の勘申の結果、「昭和」を候補とし、「元化」「同和」を参考とする最終案が決定した。一方、内閣では「立成」「定業」「光文」「章明」「協中」を元号案の候補に挙げていた。

### 開始
1926年（大正15年）12月25日、大正天皇が崩御し、同日に皇太子（摂政宮）裕仁親王の践祚を受けて直ちに改元の詔書が公布されて昭和に即日改元し､1926年の最後の1週間だけが昭和元年となった（西暦の1926年12月25日は、大正15年であり昭和元年でもある）。なお、この際に東京日日新聞が「新元号は光文」と誤報した（光文事件）。
昭和改元の詔書（1926年〔大正15年〕12月25日）
朕󠄂皇祖󠄁皇宗ノ威靈ニ賴リ大統ヲ承ケ萬機ヲ總フ茲ニ定制ニ遵󠄁ヒ元號ヲ建󠄁テ大正十五年十二月󠄁二十五日以後ヲ改メテ昭和元年ト爲ス（以下略）

### 終了
1989年（昭和64年）1月7日午前6時33分、昭和天皇が崩御。
これに伴い1947年（昭和22年）に施行された日本国憲法及び皇室典範（昭和22年法律第3号）第4条の定めるところにより明仁親王（昭和天皇第1皇男子）が皇位を継承し、第125代天皇となった。そのため、1979年（昭和54年）に施行された「元号法（昭和54年法律第43号）」の規定に基き「元号を改める政令 (昭和六十四年政令第一号)」が7日中に公布・翌8日に施行されて、平成と改元した。(戦後初の改元)
元号を改める政令（1989年〔昭和64年〕1月7日）

## 第一次世界大戦後
急速な技術進歩を続ける20世紀は、2度の世界大戦に象徴されるように、それまでの時代と異なり、国土そのものを破壊する大規模近代戦争を伴う動乱の時代でもあった。
日本は国内的には立憲君主制の体裁を取り、当初の藩閥政治を脱して1920年代には政党が内閣を構成するようになり、大正デモクラシーの風潮を受け継ぐ形での政党政治が行われた。
しかし、政党政治がその一面で見せた腐敗は相次ぐ不況下で困窮する国民の不信と怒りを買い、大陸侵略による事態の打開と国家改造を志向する勢力の台頭を招く。1920年代末から独立性を強めた軍部は、1930年（昭和5年）以降は政府の意思に反した軍事活動や戦闘を多数引き起こし、相次ぐ軍事クーデターにより、ついには政党政治を葬り去った。

## 金融恐慌
第一次世界大戦では大戦景気による稀に見る好況を迎え、日本経済は大きく急成長を遂げた。しかし、大戦が終結して諸列強の生産力が回復すると、日本の輸出は減少して早くも戦後恐慌となった。
さらに関東大震災が起こり震災恐慌となり、震災の手形の焦げつきが累積し、それをきっかけとする銀行への取りつけ騒動が1927年(昭和2年)3月15日から生じ、4月20日前後には最高潮に達して昭和金融恐慌となった。昭和初期に東北地方が大凶作に見舞われて農家の女性達は養育能力がなかったため、間引きが盛んに行われた。冷害や貧困のために東北地方の農村では｢娘の身売り（未婚女子の人身売買）｣や｢欠食児童｣が社会問題となった。
第1次若槻内閣（若槻禮次郎首相）は鈴木商店の不良債権を抱えた台湾銀行の救済のために緊急勅令を発しようとしたが、枢密院の反対にあい、総辞職した。
後を受けた田中義一内閣（田中義一首相）は高橋是清蔵相の下で、3週間のモラトリアム（支払い猶予令）を発して全国の銀行の一斉休業と日本銀行から9億円もの緊急貸し出しによって急場をしのいだ。また、台湾銀行の救済策も出された。この後、銀行の整理統合が進み、五大銀行（三井銀行・三菱銀行・住友銀行・安田銀行・第一銀行）へ預金が集中した。
一方、中国（中華民国）では1925年(大正14年)に死去した孫文の後を蔣介石が継ぎ、1926年(大正15年)7月に中国国民党の国民革命軍は蔣介石を総司令として北伐を開始し、10月には武漢を占領し、ここに国民政府を移して、翌年の1927年(昭和2年)3月には上海を占領、ついで南京も手中に収めた。

## 田中内閣と山東出兵
田中内閣は、張作霖を動かして満蒙での諸懸案の解決を図ろうとして3回に及ぶ山東出兵を行い、東京で外交・軍部関係者を集めて東方会議を開き、満蒙の利権を死守することを確認した。これに基づいて政府は張作霖と交渉し、満洲の権益の拡大を図ったが、張は応じず、関東軍は張の乗る列車を1928年（昭和3年）6月4日に爆破して暗殺した（満洲某重大事件）。関東軍は当初この事件を国民革命軍軍の仕業だと公表したが、実際は関東軍参謀河本大作の仕業であった。このため国内の野党から「満洲某重大事件」として追及され、田中首相は上奏しようとしたが、昭和天皇から説明を聞きたくないと不快感を表明され、田中内閣はこのため1929年（昭和4年）7月2日に総辞職した。世上では首相の名前（義一）を下から読んで、「一つもよしことなかった」と揶揄された。
田中内閣は、第二次護憲運動で誕生した護憲三派の内閣である加藤内閣（加藤高明首相）とりわけ、外相である幣原喜重郎が行った外交政策である中国内政不干渉政策（幣原外交）を「軟弱外交」として批判して登場した。そのため、田中は自ら外相を兼任し中国での革命の進展に対して強く干渉した。
ところが、中国での武力行使に対する列国の批判を交わすためもあって1928年（昭和3年）、フランスのパリで締結されたいわゆるパリ不戦条約には調印した。ただ、この不戦条約は第1条で「人民ノ名ニ於テ」戦争を放棄することを謳っており、「国体をないがしろにするもの」とする批判が国内に生じた。このため、新聞紙上でも侃々諤々の論議が行われた末、翌年に至り、「其ノ各自ノ人民ノ名ニ於テ」という文言を日本については適用外とする宣言を付して批准された。また、田中内閣は国内で思想取締強化を図ったことでも知られている。

## 普通選挙
昭和初期は大正デモクラシーの成果で二大政党制（政友会・憲政会）の時代となり、日本政府の積極的な公共投資による経済復興を主張する立憲政友会と、財政削減と民間活力の重視による経済復興を主張する憲政会（昭和2年から立憲民政党に改称した）の二大政党が交互で内閣を組閣する議院内閣制のもと「憲政の常道」とも呼ばれる政党政治の時代であった、特に日本国民の2割に当たる1200万人の男性有権者が投票した1928年（昭和3年）2月20日の男子普通選挙（第16回衆議院議員総選挙）実施後、予想外の進出を示した無産政党や日本共産党に対する弾圧を強め、1928年（昭和3年）に三・一五事件、翌年に四・一六事件を起こして共産党系の活動家と同調者の大量検挙を行った。その間、緊急勅令により、治安維持法を改正して最高刑を死刑とした。

## 思想・宗教
一方、文化や社会科学の研究ではマルクス主義が隆盛し、1932年（昭和7年）には、野呂栄太郎らによる『日本資本主義発達史講座』が岩波書店から発行され、知識層に多大の影響を及ぼした。その執筆者は「講座派」と呼ばれたが、それに対して批判的な向坂逸郎らは雑誌『労農』により、「労農派」と呼ばれた。両派は以後、活発な論戦を繰り広げたが、国家主義的革新運動の台頭に伴い、弾圧を受け、強制的に収束していくこととなった。
昭和5年頃に、右翼仏教組織の日蓮宗の仏殺右翼思想や皇室中心の皇道仏教で支配された仏教界において、後に創価学会と公明党組織の基礎となる創価教育学会が誕生した。
井上日召が血盟団を組織した。

## 世界恐慌の影響
1929年（昭和4年）10月24日、ニューヨークのウォール街での株価の大暴落によって世界恐慌が引き起こされた。それは日本にも波及し、翌年、田中内閣の後を受けた濱口内閣（濱口雄幸首相）が実行した金解禁を契機として昭和恐慌が引き起こされた。この恐慌は戦前の恐慌の内で最も深刻なものであった。イギリス・フランス・アメリカ合衆国などは植民地囲い込みによるブロック経済で建て直しを図ったが、第一次世界大戦の敗戦で天文学的賠償金を負っていたドイツや、高収益な植民地を所有しない日本などは深刻な経済不況に陥った。このことはファシズムの台頭を招き、ドイツではアドルフ・ヒトラー率いるナチスを生み出す結果となり、日本では満洲は日本の生命線であると主張され、軍の中国進出を押し進めてしまう要因の一つとなった。1930年（昭和5年）、アメリカやイギリスが中心となりロンドン海軍軍縮会議が開催された。これは第一に、主力艦を1936年（昭和11年）まで延長する、第二に、補助艦の保有比率を米:英:日 = 10:10:7とするものであった。全権大使若槻禮次郎はこれを受諾したが、海軍は、統帥権を侵していると内閣に反発した（統帥権干犯問題）。

## 満洲事変
1931年（昭和6年）4月、若槻礼次郎首班の立憲民政党内閣（第二次若槻内閣）が成立した。7月には長春付近で朝鮮移民と中国官憲・農民との衝突事件が起きて、一触即発の情勢が生まれていた。陸軍は8月に「満洲問題解決方針の大綱」を決定していた。
同年9月18日には関東軍の謀略により柳条湖事件を契機に満洲事変が勃発した。関東軍は瀋陽、長春、公主嶺、四平街などの南満洲鉄道沿線の主要都市で軍事行動を起こして、戦時体制に入った。このことが1945年（昭和20年）の敗戦までにわたる戦争の第一歩となった。政府は戦争不拡大の方針を採ったが、関東軍はそれを無視する形で発展していった（塘沽協定で日中間は一旦停戦となる）。
日本の満洲国建国に前後して、国際連盟はイギリスのヴィクター・ブルワー＝リットン率いるリットン調査団を派遣し、その調査結果に基づいて、1933年（昭和8年）、日本の撤退勧告案を42対1 で可決した。日本は2月20日の閣議で同勧告案が可決された場合の脱退を決めていたので松岡洋右代表は退場（2月24日）し、3月27日には国際連盟脱退を通告した。このことにより日本は国際的に決定的に孤立の道を歩んでいくこととなる。
また1932年（昭和7年）2月9日、第18回衆議院議員総選挙戦中に民政党の井上準之助（前蔵相）が選挙応援中に射殺され、3月5日には団琢磨（三井合名理事長）が三井銀行本店の入り口で射殺された。いわゆる血盟団事件（井上日召が血盟団を組織した。）である。続いて5月には海軍将校らが犬養毅首相を射殺した五・一五事件が起こり、犬養内閣総辞職の後、5月26日に斎藤内閣（斎藤実首相）が成立したが、帝人事件の贈収賄容疑が閣内に波及したため、1934年（昭和9年）7月3日に総辞職し、7月8日に岡田内閣（岡田啓介首相）が成立した。軍部急進派や右翼団体を中心に、明治維新の精神の復興、天皇親政を求める「昭和維新」をスローガンとする右翼思想が唱えられ、この影響で1936年（昭和11年）には皇道派の青年将校が斎藤実内大臣や高橋蔵相らを射殺した二・二六事件が起こった。1936年（昭和11年）2月28日に岡田内閣は総辞職し、政党内閣は終焉に至った。
その後、同年3月9日に成立した広田内閣（広田弘毅首相）は、二・二六事件に対する措置として大規模な粛軍を実行した一方で実質廃止となっていた軍部大臣現役武官制を復活させた。しかし、その制度は軍の協力なしでは組閣が難航する問題を内包しており、復活とともに軍部の政治介入と政治的優位が確立したため、後に議会はその役割を事実上停止する。8月7日、首相・外相・蔵相・陸相・海相の五相会議が開かれ、対外問題を中心にする重要国策（国策の基準）を決定した。内容は公表されなかったが、戦争政策の見取図・計画書であった。また、同月五相会議は「第二次北支処理要綱」を決定した。「陸軍は国防充実12か年計画、海軍は第二次補充計画 を立てた。
このため1937年（昭和12年度）の予算は、陸海軍両省合計で14億円に達した。11月末の予算閣議で30億円を超える巨額の予算案が短時間で決定された。前年度に比べ8億円を一挙に増額した。この膨大な歳出を賄うため、4億2千万円の増税と8億3千万円の公債発行が行われた。この予算案が発表されると諸物価が高騰し始め、国民の生活に大きな影響を与えるものとなった。
同内閣は1936年（昭和11年）11月にベルリンで日独防共協定を調印した。1937年（昭和12年）1月29日に閣内不統一で総辞職して、2月2日に林内閣（林銑十郎首相）が成立するが5月31日には総辞職となり、6月4日に第一次近衛内閣（近衛文麿首相）が成立する。中国では西安事件で拉致された蔣介石と周恩来の間で国共合作が成立して、抗日闘争が進められた（第二次国共合作）。

## 日中戦争
昭和12年に中国北平市の盧溝橋で日中両軍が衝突し、停戦協定後も通州事件、第二次上海事変などが続き、日中戦争（支那事変）が始まった。戦線の拡大に従って思想統制と国民生活向上を図って戦時体制への協力を国民に求めるという「広義国防」論に代わって、国民・国力の全てを戦争遂行のために投入して総力戦を行おうとする総動員政策が台頭し、その結果国家総動員法が成立した。国内の文化・思想に関しては、戦時体制が強化されるに伴って治安維持法による思想弾圧が目立ち、昭和12年には加藤勘十・鈴木茂三郎らの労農派の関係者が人民戦線の結成を企図したとして検挙される人民戦線事件が起こった。
近衛内閣の後を受けて昭和14年1月5日平沼内閣が誕生する。平沼は内務・司法官僚の大御所で、枢密院議長でもあった。2月には軍部は海南島を占領し、3月にはフィリピン西方海上の無人諸島の領有を宣言して新南群島と名付けた。この軍事行動はイギリス・アメリカを大きく刺激した。また6月には天津の英仏租界を封鎖した(天津事件)という。東京では、有田八郎外相とロバート・クレイギー英大使との会談が開かれた。7月になるとアメリカ政府が日米通商航海条約の破棄を通告したのでイギリス政府の対応も変わり日英会談は決裂した。満洲では日本とソ連は昭和14年5月12日のノモンハン事件などで衝突した。8月には第23師団を中軸とする第6軍を新編成して、満洲から集められるだけの飛行機と戦車を投入したが、一万数千人の死者が出た。第23師団は全滅に近い壊滅状態であった。機械化装備や火力、輸送力に格段の差を見せつけられての敗北であった。この事件後、陸軍当局は「精神力と並んで物力も顧慮しなければならぬ」と異例の談話を発表した。9月16日にノモンハン事件の停戦協定が結ばれた。
ヨーロッパ情勢は目まぐるしく変転し8月には独ソ不可侵条約が締結された。三国同盟問題を解決できなかった平沼内閣は昭和14年8月28日に総辞職した。「今回締結せられた独ソ不可侵条約に依り、欧州の天地は複雑怪奇なる新情勢を生じたので我が方はこれに鑑み、従来準備し来った政策はこれを打ち切り、更に別途の政策樹立を必要とするに至った」とその理由を説明している。この説明は、日本の支配層が国際情勢に順応しきれず外交政策を立てることができなくなっていたことを吐露したものと考えられる。
同年8月30日に阿部内閣が誕生、この後すぐに第二次世界大戦が始まった。内閣は9月4日に「今次欧州戦争勃発に際しては帝国はこれに介入せず、もっぱら支那事変の解決に邁進せんとす」との声明を出した。ドイツとソ連ではイデオロギーが相容れず手を結ぶことはないと考えていた日本は、外交方針の見直しに迫られた。11月4日からは外相野村吉三郎はアメリカ大使ジョセフ・グルーと会談を始めた。また、決裂状態にあった日英会談再開の気運が生まれた。
日米交渉は進展せず、昭和15年1月には日米通商航海条約は失効した。1月の第75回帝国議会で276人の衆議院議員が阿部内閣の退陣を決議。軍部は反軍的気運の生まれることを恐れて政府不支持の態度をとったので昭和15年1月4日に阿部内閣は退陣した。
続く内閣に、海軍大将米内光政を首班とする米内内閣が1月16日に成立した。この内閣には、民政党・政友党から2名ずつ、財界からは藤原銀次郎が商相として入閣した。
昭和15年11月10日から11月14日に、同年が初代神武天皇が即位して2600年にあたるとして「紀元二千六百年式典」が全国で実施される。

## 第二次世界大戦
ヨーロッパでは1939年（昭和14年）8月23日に突如、独ソ不可侵条約が発表された。9月1日にナチス・ドイツがポーランドに侵入して、9月3日にイギリス、フランスがドイツに宣戦布告して第二次世界大戦が開始された。阿部内閣は「欧州戦争に介入せず」と声明した。1940年（昭和15年）、フランスがナチス・ドイツに降伏しドイツ、イタリアの勢力が拡大するに及んで日独伊三国同盟を締結した。大西洋憲章を制定したアメリカ、イギリスの連合国に対して、日本、ドイツ及びイタリアは枢軸国と呼称されるようになった。また、ソ連との間に日ソ中立条約が締結されて、満洲国・モンゴル人民共和国の尊重と相互不可侵が約束された。
日中戦争勃発後、陸軍は公然と倒閣運動に乗り出して、畑俊六陸相は国防国家建設のため人心一新を求め単独辞職し、後任の陸相が決まらず1940年（昭和15年）7月16日に米内内閣は総辞職した。

### 太平洋戦争前夜
次期内閣には近衛文麿が第2次近衛内閣として組閣、1940年（昭和15年）7月22日に成立した。近衛を中心とする新体制運動が進められ、同年10月には、大政翼賛会が結成されて、既成政党は解党した。この翼賛会は、経済新体制を創出する統制会・大日本産業報国会と並んで政治面で日中戦争および太平洋戦争（大東亜戦争）の遂行を支え、「高度国防国家体制」の創設を目指す大政翼賛運動の推進に当たった。組織原則では、衆議は尽くすが最終的な決定は総裁が下すと言う「衆議統裁」形式が採られた。これは国家社会主義ドイツ労働者党（ナチ党）とナチス・ドイツの組織原則を真似たものであると言われ、一党独裁の赤である、かつての武家政権・幕府の様に皇室を置物にするものであるという強い批判も出て、精神運動を中心に据えるように変わっていった。歴代総裁には近衛文麿、東條英機、小磯國昭、鈴木貫太郎が就任し、最初は総裁の指名によって事務総長に近衛側近の有馬頼寧が任命され、中央本部に総務・組織・政策・企画・議会の五局および23部が設置された。地方にもこの支部が設けられ、支部長の多くは知事・市町村長が任命され、中央・地方に協力会議が設置された。しかしその部内では主導権争いが頻発し、また、1941年（昭和16年）には平沼騏一郎内務大臣により公事結社とされて政治活動は禁止されて、有馬らの近衛グループが退陣して、内務省および警察主導の行政補助機関となっていった。
1940年（昭和15年）1月にアメリカ合衆国政府は通商条約の破棄など強硬な方策を採った。日本は、ナチス・ドイツや率いるイタリアと1940年（昭和15年）9月に日独伊三国軍事同盟を締結することで対処しようとしたが、アメリカ政府の反発を招くだけだった。その上、南部仏印進駐によってアメリカ政府から石油禁輸を招くに至った。アメリカ・イギリス・中国・オランダとの関係がいっそう冷え込み、日本ではそれぞれの国の英語の頭文字をとってABCD包囲網と呼ぶ。
一方、日本では陸軍を中心として対ソ連戦争を目指す北進論と南方に進出することを目標とする南進論との二派があったが、国境線が紛争となっていた張鼓峰とノモンハンでソ連軍と衝突した。これによって北方進出を断念し、日ソ中立条約を締結し北の防衛を強固にするなど対米戦争を準備する一方、外務省は1941年（昭和16年）晩秋まで日米交渉を続け、同年10月18日には第3次近衛内閣が総辞職し、東条内閣（東条英機首相）が成立する。
しかし、軍の強硬姿勢に押される形で交渉は難航し、当時ナチス・ドイツに対し完全な劣勢であったイギリスや中国によるアメリカの参戦の要望、および日本海軍の動きにフランクリン・ルーズベルトアメリカ合衆国大統領が激怒したことによりコーデル・ハル国務長官より中国大陸から撤退すべしとの交渉案（通称ハル・ノート、実際の草稿者はハリー・ホワイト財務次官補）を受ける。これを日清戦争・日露戦争以降に獲得した全植民地からの撤退要求と解釈した日本政府は、事実上の米国政府による最後通牒と認識し、対英米蘭開戦が決定された。日本はこうして第二次世界大戦へ参戦することとなった。アメリカ、イギリスは大西洋憲章を制定し、自陣営を連合国と称し、日本、ドイツ、イタリアの枢軸国と対抗した。

### 太平洋戦争

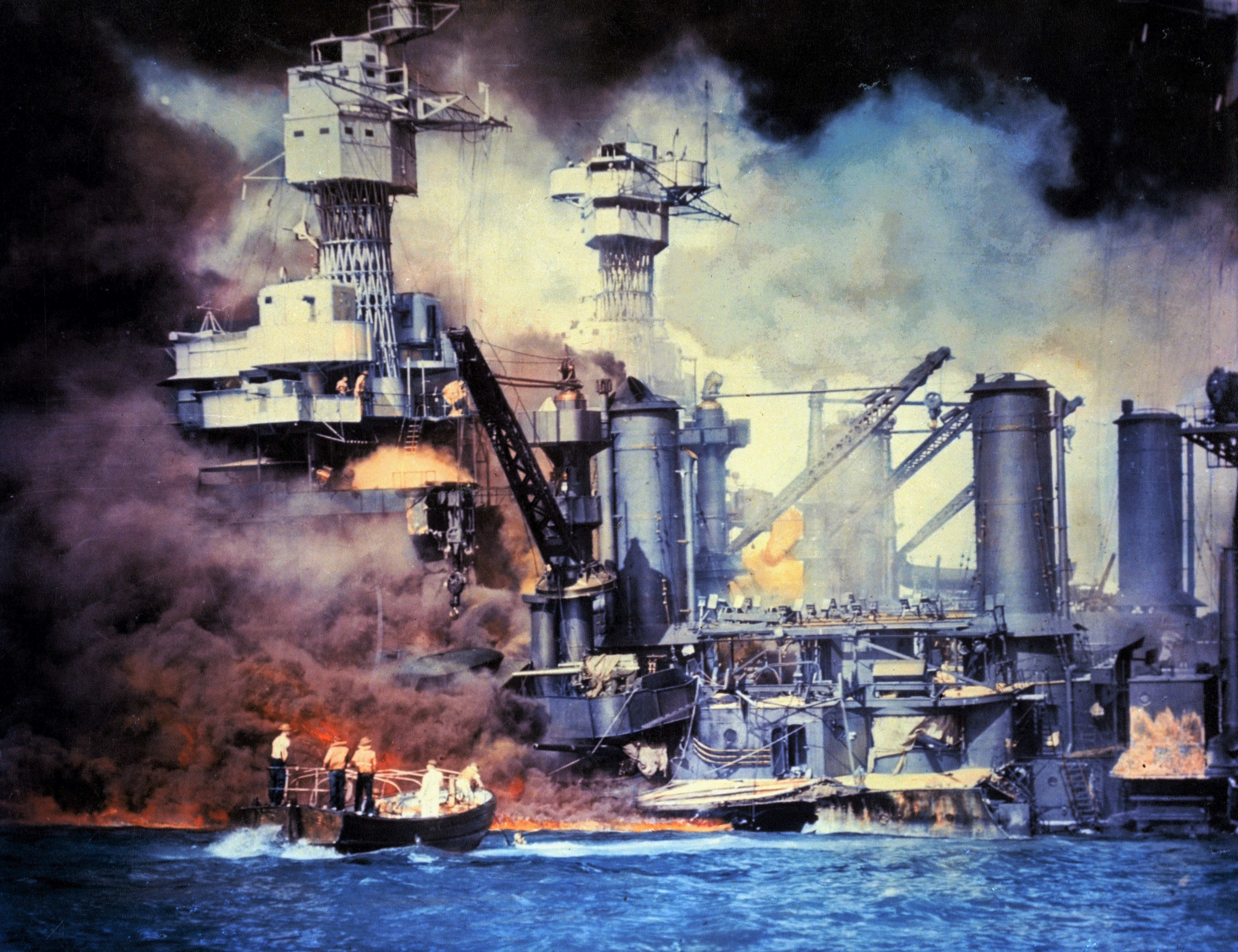
1941年（昭和16年）12月8日、大日本帝国海軍はハワイの真珠湾を奇襲攻撃し、アメリカ太平洋艦隊に大損害を与えた。アメリカは、「リメンバー・パールハーバー（真珠湾を忘れるな）」を唱えて日本との戦争に突入した。写真は攻撃を受けて炎上するアメリカ戦艦。

1941年（昭和16年）12月8日（現地時間12月7日）、ハワイ時間午前6時30分に航行制限区域に侵入した特殊潜航艇が撃沈される「ワード号事件」、日本のイギリス領マレー侵攻の後、大日本帝国海軍は真珠湾攻撃を行った。同月12日、東条英機首相率いる東条内閣は「今次の対米英戦は、支那事変をも含め大東亜戦争と呼称す」とした。しかし太平洋戦争は生産力の弱さなどから戦争の前途に確信があったわけではなく、開戦当初から山本五十六連合艦隊司令長官は1年間は戦況を維持しうるが、それ以上は無理であろうと語っていたといわれ、表面的な派手な宣伝にもかかわらず、事態の認識は最初からより悲観的であった。日本海軍は開戦当初、航空母艦（空母）の艦載機を主力とする新しい戦法を用い、また連合国側を大きく上回る技量を備えたパイロットらを率いて、史上初めて航空機のみの攻撃によって行動中の戦艦を沈めるなど連合国軍相手に常勝無敗であり、日本国民はこの初期の大勝利に酔いしれた。
1942年（昭和17年）、東条内閣は、初戦での勝利を利用して翼賛選挙（第21回衆議院議員総選挙）を実施し、翼賛政治体制を確立した。大日本帝国軍人及び日本国民の健康行政を担当する厚生省が創設されて戦時中に医学行政及び年金福祉制度の基礎が誕生した。また大日本産業報国会・農業報国連盟・商業報国会・日本海運報国団・大日本青少年団・大日本婦人会の官製国民運動6団体を翼賛会に従属させた。さらに町内会と部落会に世話役を、隣組に世話人を置いた。世話役は町内会長が兼任し、全国で約21万人、世話人は隣組長兼任で約154万人であった。町内会は生活必需物資の配給機構をも兼ねていたので、国民生活は隅々まで統制と監視に晒されることとなった。

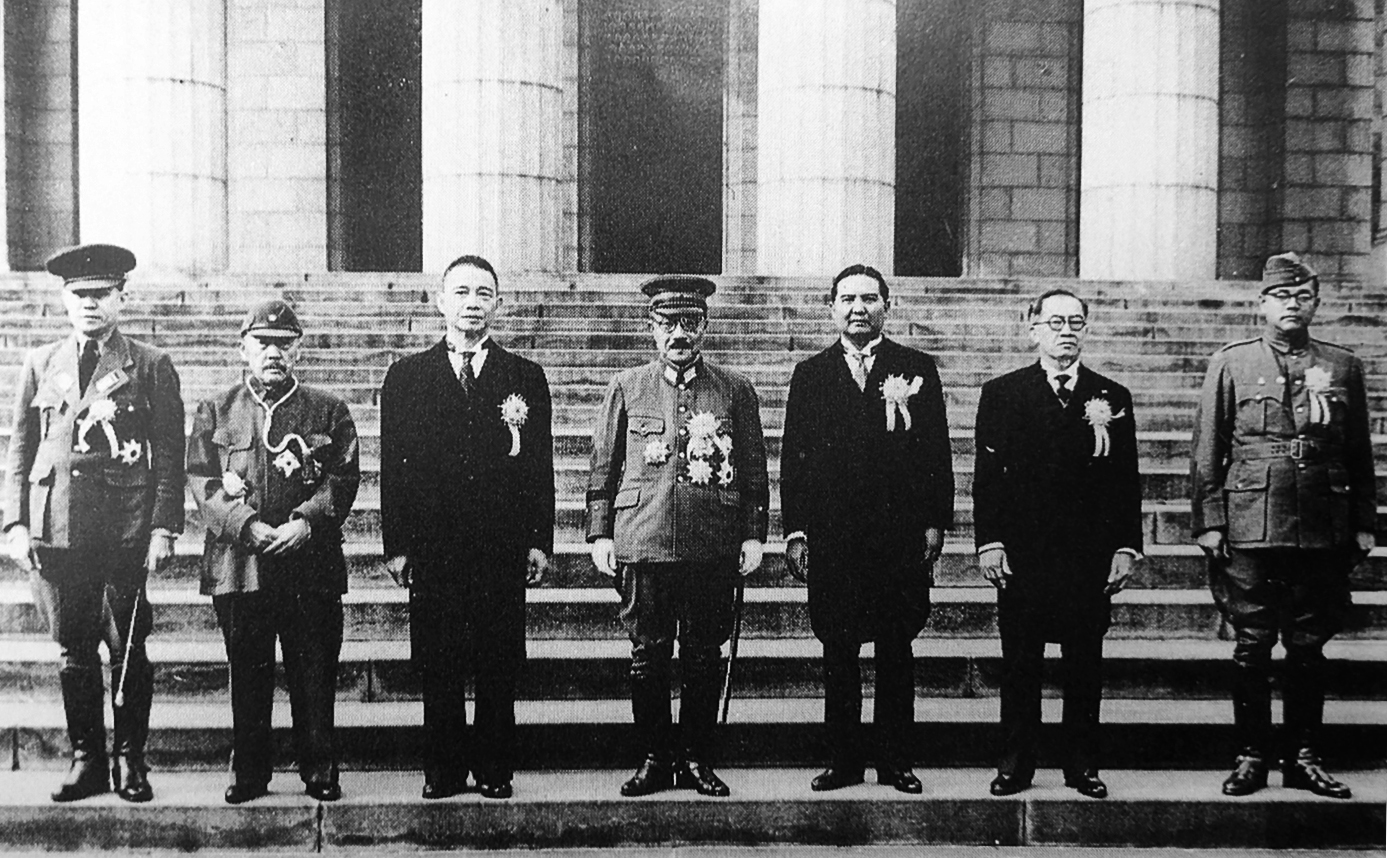
1943年（昭和18年）、大東亜共栄圏の結束を図るため大東亜会議を東京で開催。参加国は日本を含め7カ国。左からビルマ、満洲国、中華民国（汪兆銘政権）、日本、タイ、フィリピン、自由インドの各国首脳。

当時日本は石油備蓄量がたったの2年分であったことから、南方の石油天然資源の制圧に乗り出した。当時、東南アジアは欧米諸国の植民地であったために、この戦争を独立の機会として日本軍に賛成する動きもあったが、日本側の資源搾取や現地住民をかり出した重労働、また日本軍が劣勢になるにつれて支持も離れていった。日本はアジアにおける権利の正当性を訴えるため、1943年（昭和18年）10月、東京で大東亜会議を開き、自主独立、東アジア各国の相互協力などを謳った大東亜共同宣言を発表した。これは東アジアで初めて開かれた国際的会議である。しかしながら実態は日本主導であり、未完成であった。
日本海軍は開戦当初は連戦連勝であったが、ミッドウェー海戦では戦況の読み誤りから最重要の主力兵器である正規航空母艦4隻を損失し、開戦後初の大敗北を喫した。この敗北を機に日本海軍とアメリカ海軍による一進一退の攻防が始まり、戦線は次第に後退していった。
この時から国民には虚偽の戦況が伝えられ、国民は日本海軍が敗北していることを知らされず、戦況を知ることができなくなっていた。このころすでに、中国戦線は敗北こそ無かったものの、中国軍によるゲリラ戦術で戦力が分断され、泥沼の膠着状態に陥っていた。また、最重要資源となっていた石油も、制海権をなくしつつあることで日本への輸送が困難となっていたことから備蓄は底をついていった。兵器・戦略物資の損失を補充するための財政力、工業生産力ともにアメリカの数十分の一でしかない日本の戦況は、目に見えて悪化していった。大政翼賛会は本土決戦体制への移行のため、1945年（昭和20年）に解散し、国民義勇隊に改組された。
1944年（昭和19年）7月9日には、サイパン島が陥落しこの敗退の責任を取る形で、7月22日に東条内閣は総辞職し、小磯国昭首相率いる小磯内閣が成立する。日本本土は連日のように空襲に晒されるようになり（日本本土空襲）、1945年（昭和20年）3月10日には東京大空襲が行われた。日本国内ではすでに燃料と材料不足で稼動停止していた工場群や道路・港湾・鉄道等の社会資本も徹底的に破壊され、生活物資すら窮乏するようになった。同年4月7日に小磯内閣は総辞職し、元侍従長の鈴木貫太郎首相率いる鈴木内閣が成立する。事ここに至り各種和平工作が企図されるが、この頃の連合国は全日本軍の無条件降伏以外は承認しない方針を決定しており、日本の和平努力は実らなかった。同年7月26日、連合国はポツダム宣言を発表するが、日本政府は直ちには正式回答せず（黙殺）、結果戦争継続の意思を示した。

### 原子爆弾の投下と終戦

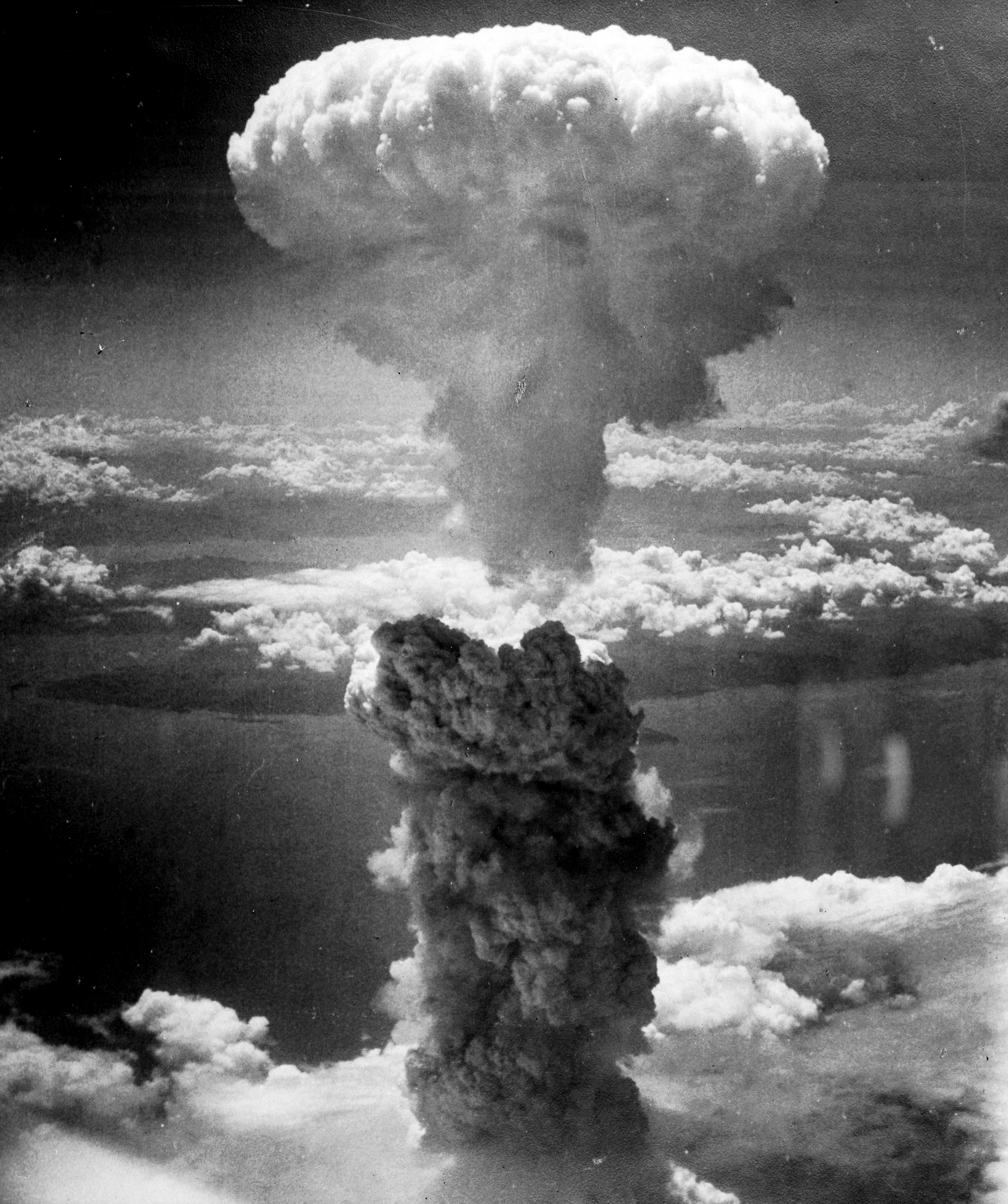
1945年8月6日に広島、同年8月9日に長崎に原子爆弾が投下された。

1945年（昭和20年）8月6日に広島市への原子爆弾投下が実施され、非戦闘員を含め十数万人が死傷した。8月9日には同様に長崎市への原子爆弾投下が実施され、さらに十数万人の死傷者が出た（以上、日本への原子爆弾投下）。これは、世界初の核兵器による爆撃であった。
日本は、主要な国で当時唯一、日ソ中立条約により交戦国とはなっていなかったソビエト連邦政府の仲介での和平工作を試みたが、ソ連はヤルタ会談での申し合わせに従い8月8日の夜に宣戦布告した（ソ連対日参戦）。翌9日未明からソビエト連邦軍が満洲や朝鮮北部、樺太、千島列島に進撃した。満洲では関東軍は総崩れとなり、またこの時にソ連兵による満洲での大規模な略奪行為も頻発するに至った。戦後も長らく解決を見なかった中国残留孤児問題は、この時に生じた。
ソ連の参戦により、講和の望みが絶たれ万策尽きた政府は、8月9日の最高戦争指導会議ではポツダム宣言が要求している日本軍の無条件降伏を問題とせず、「天皇の地位の保障」を条件とする外相案と、それに加え「自主的な武装解除、日本による戦争犯罪人の処罰、占領制限など」の条件を付けよとする軍部案とが対立した。9日深夜に開かれた御前会議でも両案が対立したが、昭和天皇の裁断によって「天皇の地位の保障のみ」を条件に付けることが決定された（昭和天皇自身が地位保障を求めたわけではない）。8月10日に「天皇の国家統治の大権に変更を加うる要求を包含し居らざることの了解の下に」ポツダム宣言を受託するという申し入れをラジオと中立国を介して行われた。
8月14日の御前会議で、いわゆる「聖断」によってポツダム宣言を受諾するとの結論に達した。この決定は翌8月15日、昭和天皇自ら「終戦の詔勅」を音読・録音し、同日正午に日本放送協会のラジオ放送（いわゆる玉音放送）により内地・外地の国民に伝えられた。その2日後の8月17日には鈴木貫太郎内閣は総辞職して、昭和21年頃に第一復員省及び第二復員省を創設する復員政策計画と一億総懺悔思想で満洲国・千島列島付近の北方領土地域で日本兵の無抵抗降伏と旧皇族が一般として離脱する皇族の規模縮小を唱える東久邇宮内閣が成立する。
こうして日本だけでも300万人、関係諸国を入れると2千万人から3千万人（実数不明）の死者を出したと言われる戦争は終わりを告げた。なお、8月15日以降も、千島列島の占守島や南樺太では、ポツダム宣言受諾後に侵攻してきたソ連軍と日本軍守備隊との熾烈な戦闘が行われた。樺太での地上戦が終了したのは、8月23日のことだった。9月2日には、ポツダム宣言に調印し、日本は主権を制限され、連合軍 (GHQ) の占領下となった。またソ連軍の侵攻が終了したのは9月5日である（同日までに北方領土全てが占領される）。

## 戦後のGHQによる占領時代（1945-1952）

### 概観
太平洋戦争後、1952年（昭和27年）4月28日の日本国との平和条約発効まで連合国軍の軍事占領下に置かれたが、連合国軍最高司令官総司令部 (GHQ / SCAP) の軍政は布かれず、アメリカ政府による直接的な統治があった沖縄・奄美群島・トカラ列島の下7島・歯舞群島・小笠原諸島と、ソ連によって占領された歯舞群島・千島列島・南樺太を除き日本国政府が行う間接統治が行われた。出版停止やプレスコードと称される言論統制・検閲などを通じて軍国主義・反米・反連合国とGHQにみなされたものは報道できなかった。
第一復員省や第二復員省などの復員組織が設置された。日本人は占領地だった諸地域や外地からの引き揚げを強いられた。ソ連軍占領地域となった内地（樺太および千島列島）の日本人のほとんども日本政府統治地域に引き揚げ、一部はシベリア抑留され強制労働に従事した。外地から引き揚げは困難を極め、通化事件のような日本人虐殺事件が起きるような混乱の中、中国残留日本人問題を後に残した。また、インドネシア独立戦争、ベトナム独立戦争や国共内戦などに多くの日本人が加わった。旧満洲国や台湾、朝鮮半島などでは日本人技術者が数年間インフラの管理を行い、その後現地側に管理が引き継がれた。
第1次吉田内閣下の1946年（昭和21年）11月3日に公布された日本国憲法は大日本帝国憲法の改正という形で成立したが、その成立過程にはGHQが深く関与した。その内容は、象徴天皇制の下に主権は国民に存するとした「国民主権（主権在民）」、法の下の平等および自由権・社会権・参政権・国務請求権などの権利を保障する「基本的人権の尊重」、戦争を放棄し、国際紛争を武力による威嚇または武力の行使によって解決しない「平和主義」を三大原理とした。このため現在の日本では自衛隊への徴兵制度は憲法違反として実施されない。また、天皇は「日本国および日本国民統合の象徴」とされ、立憲君主国として皇室は維持されたものの天皇の国政への関与は禁じられた（象徴天皇制）。1946年（昭和21年）2月から1954年（昭和29年）8月にかけて昭和天皇は沖縄県を除く46都道府県を訪問した。昭和天皇が回答する「あっ、そう」の言葉が1946年（昭和21年）の流行語となった。しかし、その後昭和天皇が政治的発言をした事例がある。1947年（昭和22年）9月19日にはGHQに対して「沖縄メッセージ」で沖縄の長期軍事占領を要望した。また、マスメディアからも昭和天皇に対して意図的に政治的な質問をし、昭和天皇がこれに回答する場合もあった。1975年（昭和50年）10月31日には、記者からの質問に答える形で「（戦争責任をどう考えているかについて）そういう言葉のアヤについては、私はそういう文学方面はあまり研究もしていないのでよくわかりませんから、そういう問題についてはお答えが出来かねます」「原子爆弾が投下されたことに対しては遺憾には思ってますが、こういう戦争中であることですから、広島市民に対しては気の毒であるが止むを得ない事と私は思ってます」と回答した。
さらに、GHQの主導により以下の改革が断行された。
1. 農地改革の実施[20][21]。
2. 財閥解体の実施[22][23]。
3. 結党の自由・結社の自由を保証させた。
4. 日本共産党などの政治犯の釈放をする。
5. 保守政治家の公職追放を行う。
6. レッドパージなどの政治介入の実施。
7. 神道指令の実施。
8. 特別高等警察が廃止される。代わりに内務省によって公安警察が設置される。
9. 内務省の解体。
10. 労働組合の結成を促進する。
11. 婦人の解放と婦人参政権の寄与。
12. 華族制度・家制度の廃止と貴族院（帝国議会上院）の廃止など封建制度の撤廃。
13. シャウプ勧告による税制改革。
14. 新しい教育制度の6・3・3・4制を導入するアメリカ教育使節団報告書に基づいた学制改革の実施[24]。
15. 旧教育基本法の制定。

1952年（昭和27年）4月28日に日本国との平和条約（通称：サンフランシスコ講和条約）の発効により日本国は主権を回復。GHQの進駐が終わった。
また、日本国憲法第9条では軍隊を保持しないことを定めたが、サンフランシスコ講和条約と同時に日米安全保障条約を締結し、アメリカ軍の駐留を在日米軍としてそのまま継続するとともに、翌1952年（昭和27年）には警察予備隊から改称した保安隊（その後の自衛隊）も発足し、事実上の再軍備を行った。冷戦期にはアメリカと同盟してソ連に対抗した。

### GHQによる占領

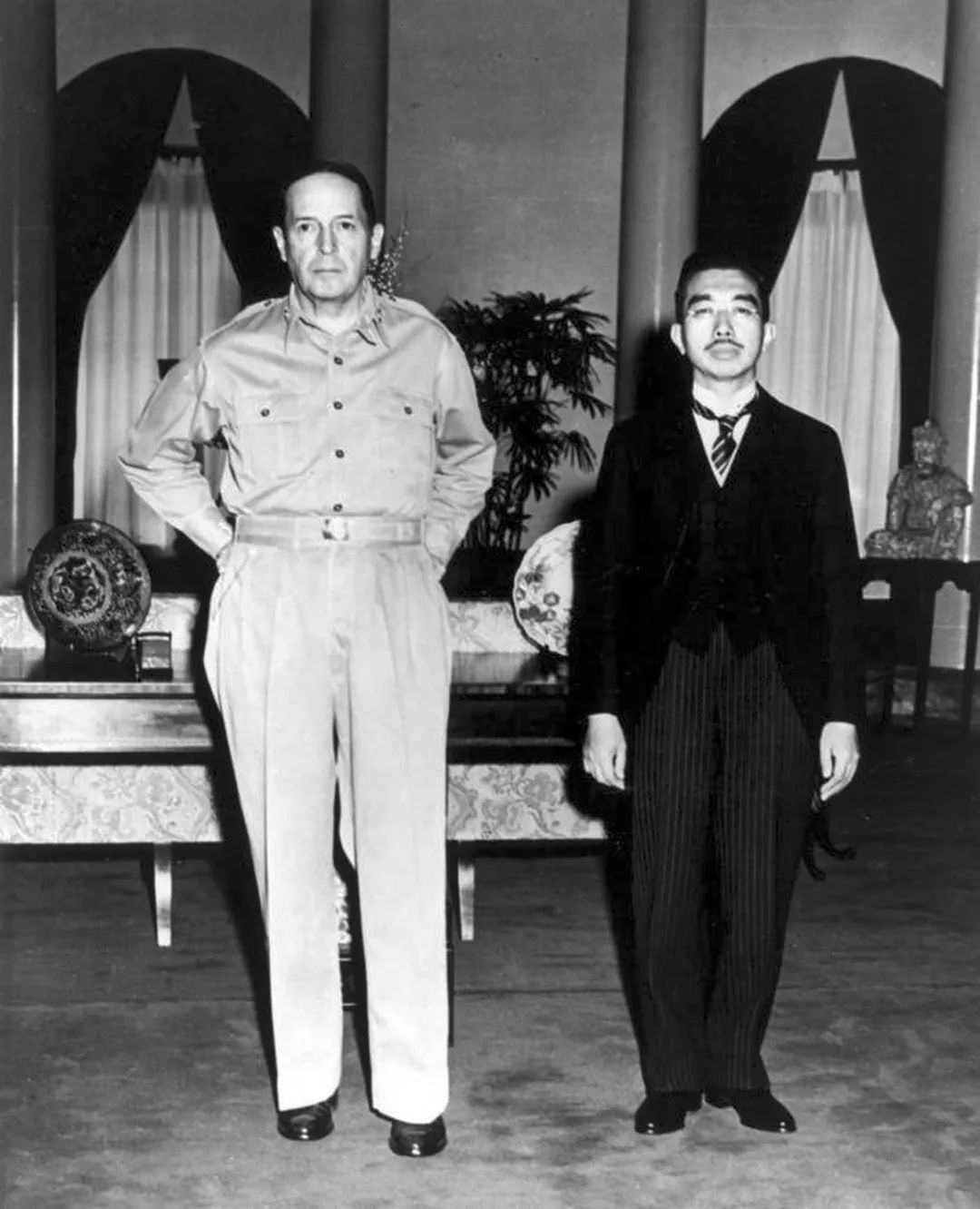
駐日米大使館に連合国軍最高司令官ダグラス・マッカーサー元帥を訪問した昭和天皇。

終戦後、日本はそれまで統治権を持っていた、台湾・朝鮮・南洋群島、日本本土（内地）の一部であった南樺太・千島列島および色丹島・歯舞群島・小笠原諸島・南西諸島の北緯30度以南を失った。このうち、南西諸島と小笠原諸島は後にアメリカから返還された。千島列島については、樺太・千島交換条約によって領有権を確定しているため全千島が日本に属するとの見解もあるが、日本政府は現時点では千島列島のうち、南千島の国後島・択捉島の2島についてのみ日本固有の領土であると主張し、歯舞群島および色丹島の2島は北海道に属すると説明している。
1945年（昭和20年）から1952年（昭和27年）までの7年間にわたって、日本史上初めて他国 (GHQ) に占領され、最高司令官としてマッカーサー元帥が着任した。マッカーサーは政治的には共和党右派で、本来反共主義的な傾向があったが、戦後直後の民主化は東久邇宮内閣の予想を超える急進的な内容を持っていた。東久邇内閣は民主化の進展に対応できず総辞職し、歴代内閣の中で最短政権を記録している。アメリカの占領下で幣原内閣（幣原喜重郎首相）、次いで吉田内閣（吉田茂首相）を通じ、農地改革・財閥解体・労働改革（労働者の権利を擁護するための立法措置・労働組合運動の育成）の三大経済改革と呼ばれる民主化措置が実施された。また婦人参政権が認められる一方で、治安維持法が撤廃されるとともに二次にわたる公職追放によって、社会の指導者層20万人が軍国主義者として公職からの追放処分となったことに加えて被選挙権が停止処分となった。吉田茂と首相の座を争う位置にいた鳩山一郎の場合、戦前の京大滝川事件時の文部相（現在の文科相）であったことから、政治的活動が制約された。また、占領軍によって検閲が徹底され、連合国や朝鮮人について批判する報道は禁止された。また1946年（昭和21年）には、極東国際軍事裁判（東京裁判）が開廷され、戦争犯罪人とされた人は、戦争を計画し遂行した平和への罪（A級）、捕虜虐待など通例の戦争犯罪（B級）、虐殺など人道に対する罪（C級）としてそれぞれ処断された（A級・B級・C級とは罪の大小を表すものではなく、分類するものである）。
連合国の日本占領政策は、ソ連が自国領に編入した南樺太・千島列島を除き事実上のアメリカ合衆国の単独で行われたが、直接統治方式による軍政（アメリカの高等弁務官による統治）は沖縄に施行されただけで、日本本土は間接統治方式によって日本政府を通じて政策が実施された。占領を巡って、連合国内部にも意見の相違が表れ始め、スターリンは北海道の北半分のソ連占領を提案したが、トルーマンがこれを拒否した。一方、トルーマンは「共産主義」封じ込めの必要を強調する「トルーマン・ドクトリン」を発表してギリシャでの内戦に介入し、チャーチルが「鉄のカーテン」演説で予測した東西「冷戦」が本格化した。
日本では、同じ敗戦国でも東西に分割されたドイツやオーストリア（ウィーン）、ソ連の単独占領となったルーマニア、ブルガリア、ハンガリー、チェコ、スロバキアなどとは異なった占領形態が採られた。1951年（昭和26年）、マッカーサーは朝鮮戦争で原爆を使用せよなどの強硬な主張を行ったことなどからトルーマンと対立して解任され、後任にマシュー・リッジウェイ中将が着任した。日本では、表面的にはソ連占領地域（南樺太、千島列島）およびアメリカ占領地域（琉球列島、小笠原諸島）を除く日本政府統治地域（北海道、本州、四国、九州、伊豆諸島およびそれらの付属島嶼）では、日本にも主権があったが、全ての法令、文書は連合軍の厳しい事前検査と許可が必要であった。第1次吉田内閣下の1946年（昭和21年）11月3日に日本国憲法が公布、翌1947年（昭和22年）5月3日に施行され、1951年（昭和26年）9月8日調印の日本国との平和条約（サンフランシスコ講和条約）で連合国との講和が完了して翌1952年（昭和27年）4月28日に日本は主権を回復した。しかし在日米軍はほぼそのまま残留し、全土基地方式と呼ばれる方法によって日本各地に米軍基地が残された。
日本国憲法第9条は、国権の発動である戦争と武力による威嚇または武力の行使は国際紛争を解決する手段としては放棄する平和主義を定めている。そのため、日米安全保障条約や自衛隊の設置が、同条に違反しないかについては、戦後古くから議論があり、また国の自衛権についても議論がある。
大戦によって国内経済は壊滅し、国民生活は混迷の極みにあったが1949年10月1日に国共内戦に勝利した中国共産党により中華人民共和国が建国されたことと朝鮮戦争の勃発により事態は一変した。朝鮮戦争には、占領軍の要請の下で官民8000名以上を国連軍の作戦に参加させ、多くの犠牲者を出した。アメリカは当初、日本の完全武装解除により、非軍事化を遂行し、極東のスイスを建設すると言明していた。しかし政治反動の傾向は1947年（昭和22年）には早くも現れ始めていた。その上、1949年（昭和24年）に中華人民共和国が成立すると対日戦略を完全に転換し、日本の再武装を進め、東アジアの最重要軍事戦略拠点として位置付け、「逆コース」とも呼ばれる政策の転換が次々と生じた。戦後の変化の特徴を示すのは労働運動の盛り上がりで、国鉄や読売新聞等では労働組合による自主管理も行われた。
1952年（昭和27年）1月18日に韓国が竹島の領有を主張する李承晩ラインを宣言すると、数千人に上る漁民が抑留され、翌年には竹島を軍事占領された。
文化面においては日本映画が全盛時代を迎え、東映・大映・松竹・東宝・日活のメジャー5社が毎週競って新作を2本平均で上映する映画館は最大の娯楽施設となった。またラジオ放送も広範に普及し、歌謡曲やバラエティ、相撲や野球の実況放送が好んで聞かれた。同時にアメリカを初めとする外国映画やジャズ・ポピュラーも急速に流入した。一方、国語のローマ字化は断念され、1946年（昭和21年）には現代かなづかい・当用漢字の制定が行われた。同年に公布された日本国憲法を初めとして、法令や公文書も現代かなづかいによって表記されることとされた。

### 日本社会党政権による社会主義政策
1947年（昭和22年）の第23回衆議院議員総選挙で日本社会党が第1党となり片山哲が総理大臣となった。右翼過ぎず、左翼過ぎない内閣の性格から「中道政権」と呼ばれた。GHQのチャールズ・L・ケーディスも民主化推進の立場からこの中道路線を支持していた。昭和天皇は社会主義による急進的な変革は望まなかったが、キリスト教徒である片山の人柄に好感があり、労働問題で日本社会党が支持を得た民意に一定の理解を持っていたとする宮内庁の文書の記述がある。民主党・日本社会党・国民協同党の連立政権である片山内閣と芦田内閣が以下の経済政策 を実施した。
1. 労働組合法を成立させて、教育委員会の公選投票制度や日本教職員組合など複数の労働組合を結成させた。定時制高校や社会科学系公立短大夜間部の設置など社会人教育の充実。
2. 天皇の官吏から国民への奉仕者としての国家公務員法を制定させた。
3. 内務省を解体させて、都道府県知事・市町村長の公選制度（直接選挙）やリコール制度を規定した。
4. 自治体警察を創設するなど警察制度の改革を実施。
5. 労働問題を扱う省庁として新たに労働省を設置。
6. 職業安定法を公布させた。
7. 社会保険制度として、失業保険法と失業手当法を成立させて失業保険を創設した。
8. 国民健康保険法を改正した。
9. 児童福祉法を公布させた[31]。学校給食制度を創設した。
10. 戸主制度・家督相続など封建的な家族制度の廃止や婚姻の自由、男女平等の相続の創設を目標とした改正民法の制定。少年法の制定と家庭裁判所の創設。
11. 夫婦平等の概念と夫婦共同財産制度の創設、妻の能力権と配偶者として相続する権利、子供全員が均等に相続する制度が新設されて、富裕層の相続税が増税されるなどの相続法改正[32]。
12. 既婚女性に対する姦通罪の廃止・皇室に対する大逆罪及び不敬罪の廃止など刑法の大幅改正。
13. 令状主義、黙秘権を認めるなど刑事訴訟法の改正。
14. 裁判所法を制定して、日本国憲法で定められた最高裁判所や下級裁判所についての組織や権限を明記した。
15. 炭鉱の国有化を目的とする臨時石炭鉱業管理法（通称「炭坑国家管理法」）を制定させた。
16. 優生保護法を成立させて人工妊娠中絶を合法化。

芦田均が関与して逮捕された昭電疑獄で1948年10月、中道政権は崩壊する。

### 生活保護
1946年（昭和21年）生活保護法を成立させて、1950年（昭和25年）に全面改正。同年生活保護制度の運用を開始するなどの政策が行われた。

### 部落解放運動
昭和20年代に全国水平社が改組して部落解放同盟となった。日本社会党と協力して部落解放運動を行い、格差改善と集落の改良事業を行った。

### 労働運動の興隆と沈滞
東宝争議では、社長が2つの赤（赤字と赤旗）の追放を目標とした人員整理を実施したところ、三船敏郎、池部良、久我美子らの映画スターを含む社員が街頭に出て、反対運動を行った。しかし戦後混乱期の頃は、1949年（昭和24年）の国鉄三大ミステリー事件（下山事件、三鷹事件、松川事件）などの怪事件が次々と起こり、それらが労働運動によって起こされたと宣伝された。同時期にレッドパージが行われ、小中高および大学の共産主義教員が追放されるに至った。それは、アメリカで吹き荒んだマッカーシー旋風（赤狩り）に似ていた。

### 騒乱事件
1948年（昭和23年）4月に阪神教育事件、独立回復後の1952年（昭和27年）には5月1日に血のメーデー事件、同年6月に吹田事件、続く7月には大須事件があった。

## 講和後・高度経済成長期
米国にとって最前線の重要拠点となった日本は、農地改革や労働改革によって戦前に比べて国内市場が広がったこと、有刺鉄線やドラム缶などの補給物資の生産や輸送による特需、そして膨大な駐留米軍の生活消費など需要の増大も少なからず影響したが、奇跡的な速度で経済が復興し、さらに昭和30年代に続く驚異的な高度経済成長（昭和30年代〜昭和40年代の名目経済成長率が世界1位の15.4%だった。昭和30年度の8兆5000億円だったGNP（国民総生産）は昭和45年度には70兆円となり、15年間に8.5倍以上の規模となり世界第2位の経済大国となる）を遂げるに至る。
都市部には高層ビルが立ち並び、鉄筋コンクリートのアパートや郊外の建売住宅に住む人が急増した。日本中から蒸気機関車が消えて、電車やディーゼルカーが走り回るようになった。主要道路はアスファルトで舗装された。寛容と忍耐の池田の哲学思想で数字に強い経済通の内閣総理大臣池田勇人の低姿勢の経済成長政策で新幹線（東海道新幹線）と高速道路（東名高速道路・名神高速道路）が完成した。平田佐矩（四日市市長）や大野伴睦（自民党の国会議員）などによって東海地方と日本海を結ぶ日本横断運河の建設が計画された。ほぼ全ての家庭にテレビ・電気洗濯機・電気冷蔵庫・電話が普及して、自家用車も珍しくなくなった。デパートやホテルに行ったり、特急列車に乗れば冷房の恩恵を受けられるようになった。パンや肉・ケーキといった洋食や洋菓子も普段食べるようになった。平均寿命は世界有数となり、大学進学率も激増した。そのかわり大都市部では人口過密、農村部では過疎という現象が生じて、公害や交通戦争が社会問題となった。
敗戦直後にはインフレーション（戦後インフレ）に見舞われた。傾斜生産方式 を採用して、ドッジ・ライン（安定恐慌）が起こる。朝鮮戦争勃発で朝鮮特需（特需景気）が起こる。1954年（昭和29年）から高度経済成長が開始されて、ガチャマン景気による繊維産業の好景気があり、好景気と不景気を繰り返しながら日本経済は順調に成長した。1955年（昭和30年）に社会党右派と社会党左派にが再統一された日本社会党と自由党・日本民主党が合同した自由民主党が結成されたことで、自民党政権時代になった。自民党保守勢力に対抗するため革新労組勢力の日本社会党を支持するマルクス主義の左派労組政党が組織された。ソビエト連邦社会主義政策のマルクス左翼福祉思想の安保闘争過激派の社会党左派と対立したアメリカ合衆国寄りのキリスト教労組右派思想の社会党右派議員が離党して民主社会党が結成された。右派キリスト教勢力によって、その後の民社党組織の右派労組政党が組織された。労働組合及び創価学会支援の野党と資本主義政党の自民党が対立する55年体制が成立した。

### 戦後経済史の流れ
1. 神武景気。1954年（昭和29年）12月から〜1957年（昭和32年）6月までの好景気を指す。
2. なべ底不況。1957年（昭和32年）7月から〜1958年（昭和33年）6月までの不況を指す。
3. 岩戸景気。1958年（昭和33年）7月から〜1961年（昭和36年）12月までの好景気を指す。
4. 所得倍増計画。1961年（昭和36年）から〜1971年（昭和46年）までの経済計画を指す。
5. オリンピック景気。1962年（昭和37年）11月から〜1964年（昭和39年）10月までの好景気を指す。
6. 証券不況（構造不況）。1964年（昭和39年）11月から〜1965年（昭和40年）10月までの不況の時代。
7. いざなぎ景気。1965年（昭和40年）11月から〜1970年（昭和45年）7月までの好景気を指す。
8. 日本万国博覧会は1970年（昭和45年）の出来事で通称は大阪万博である。
9. ニクソン・ショック（円切上げ） は1971年（昭和46年）の経済ショックを指す。
10. 日本列島改造論（列島改造景気）によって1972年（昭和47年）に大型公共事業とインフレーション（物価上昇）があった[41]。

### 家電ブーム
昭和20年代以降、以下の家電製品がヒット商品となった。
- 三種の神器と呼ばれ、一般家庭の主婦たちの憧れの的となった。
  1. 白黒テレビ
  2. 電気洗濯機
  3. 電気冷蔵庫（他に炊飯器・掃除機）
- 高度経済成長期には新三種の神器として以下の家電が3Cと呼ばれて憧れのヒット商品となった。
  1. カラーテレビ[42][43]。
  2. クーラー
  3. 自家用自動車（カー）
- 三種の神器以外に都市部を中心に普及した家電は以下である。
  1. レコードプレーヤー
  2. 電気炊飯器
  3. トースター
  4. 電気コタツ[44]

### 昭和元禄文化
昭和元禄 と呼ばれ、週刊誌や月刊誌の創刊が目立った。手塚治虫・石ノ森章太郎・藤子不二雄・長谷川町子・水木しげる・赤塚不二夫などの漫画を原作としたアニメなどの作品 や黒澤明・円谷英二が映画監督となった邦画などの昭和文化や大衆文化が生まれた。流行歌が普及して美空ひばり・藤山一郎などの歌手や石原裕次郎 や渥美清などの俳優がスターとなり芸能界で活躍した。漫画・映画と並んでテレビ放送も普及した。昭和40年代はプロ野球のV9時代であり、大相撲は昭和30年代から昭和50年代にかけて、力道山がプロレスで活躍するなど格闘技人気があった。「巨人・大鵬・卵焼き」などの流行語が 誕生した。東海道新幹線開業（1964年〔昭和39年〕）名神高速道路開通（1963年〔昭和38年〕）東京オリンピックの開催（1964年〔昭和39年〕）日本万国博覧会（1970年〔昭和45年〕の大阪万博）の成功によって最高潮を迎えたが、中東戦争がもたらしたオイルショックによって高度経済成長が終わる。

### 防衛問題
この奇蹟の復興は、アメリカの戦略上の必要から国内治安と国土防衛のために微小な規模で警察予備隊（後に自衛隊）を保持したとはいえ、憲法では戦力の保持を禁じていたことにより、完全に国防費負担から解放されているというに等しい財政上の僥倖が大きく寄与している。その反面、日米安保条約と日米地位協定によってアメリカ軍が日本各地に残されており、駐留国負担（後の思いやり予算）の出費も大きく、アメリカ軍犯罪時の裁判や事故などを巡ってトラブルも絶えず生じた。特に沖縄県ではこうした問題がしばしば起こった。また、「核兵器を持たず、作らず、持ち込ませず」という非核三原則が国是とされた一方で、日本政府とアメリカ政府との間で、有事における日本国内への核持ち込みを黙認する密約が結ばれたことも、明らかにされつつある。

### 食事
若者の農家離れによって、農民（特に青壮年の男性）が農家から会社員になるようになり、「母ちゃん、爺ちゃん、婆ちゃん」のいわゆる「三ちゃん農業」が急増して、機械化が進んで専業農家より兼業農家の方が多くなった。学校給食がパン食になって育った戦後世代の主食が米からパンとなり、米余りになると減反政策を行い、転作によって小麦の輸入が増加し、その結果日本の食料自給率が低下した。戦後期は捕鯨が盛んで鯨肉が主流の肉食であったが、昭和50年代以降、IWC（国際捕鯨委員会）で商業捕鯨が禁止されたことによって牛肉・豚肉・鶏肉が主流の肉食となった。高度経済成長期に調理の熱源が薪や炭から電気・ガスに変わった。昭和30年に東京芝浦電気が電気炊飯器を発売したことが発端となり、竈などを使用する炊飯方法から炊飯器を使用したものに変化した(当時は電気炊飯器とガス炊飯器がほぼ互角だった)。炊飯の調理から副食中心の料理に主婦の仕事が変化した。ガスコンロの普及で洋食や中華料理の調理が容易となった。昭和40年代の冷蔵庫の普及で生鮮食品が登場した。昭和35年ごろから米の消費量が減少してパン・麺類・肉・乳製品・魚介類・野菜の消費量が増加した。昭和42年から米余りになり昭和45年から米の生産調整が実施された、昭和40年頃に日清食品のインスタントラーメンなどインスタント食品が多数開発された。昭和43年には初のレトルト食品、昭和46年にはカップ麺が開発された。昭和45年以降ファーストフード店やファミリーレストランやコンビニエンスストアが普及した。ラーメンやコーヒーやコロッケやハンバーグが国民食となった。

### 住宅医療などの生活問題
戦後の住宅事情は、戦災による住宅焼失と復員や引揚げによる人口増加で住宅が不足する住宅難となっていた。1950年（昭和25年）には、持ち家建設を支援するために住宅金融公庫が創設された。1951年（昭和26年）には田中角栄を中心とする議員立法で地方自治体が住宅を建設する公営住宅法が成立した。1955年（昭和30年）には、第2次鳩山一郎内閣によって日本住宅公団が創設された。昭和31年から昭和33年頃にかけてアジア風邪が流行したが厚生省が創設された影響で国民の医療条件が改善された。戦後期に死亡要因1位が結核から癌になり、日本は1年間の死亡者が急減する少死社会になった。高度経済成長期には、昭和一桁世代の夫婦2人と新人類世代の子供2人の合計4人の家が平均家族モデルとなった。ダイニングキッチンと和室2つと水洗トイレが完備された団地で洋風生活をする団地族が出現した。都市部では銭湯が多かったが下町の銭湯が減少した。

### 女性史
昭和戦前期に婦人参政権獲得は貴族院で否決された女性差別の歴史がある。しかし、男性に限定されていた女子の大学入学は昭和11年から昭和14年頃に明治大学女子部や早稲田大学の女子学生の入学許可がされた。女性弁護士になる権利は昭和11年に弁護士法が改正されて1940年（昭和15年）に日本初の女性弁護士3名（三淵嘉子・久米愛・中田正子）が誕生するなど一部女性に開放されて女性に市民権が認可されていた。1948年（昭和23年）に優生保護法が成立して人工妊娠中絶が合法化された。民法が改正されて遺産相続が男女平等となった。参政権を獲得した女性が、更なる地位向上を目指して女性解放運動が活発化した。1970年（昭和45年）にウーマンリブ運動が開始されたことに続いて、1975年（昭和50年）が国際婦人年とされて女性の地位向上が人類的な課題となった。1956年（昭和31年）に売春防止法が成立、1958年（昭和33年）4月1日にはが施行され公娼制度が完全に廃止、赤線が消滅した。1947年（昭和22年）10月26日の刑法の改正で姦通罪が廃止された。1947年（昭和22年）には民法の大幅な改正で家制度が廃止された。昭和20年代に主流だった産婆の補助による出産から、昭和30年代には産婦人科での出産が増加した。昭和45年頃にお見合い結婚が減少して急増した恋愛結婚と婚姻数が逆転して社内結婚が主流の社会となった。昭和50年代からバブル期に学生結婚が急増した。
ファッション面では、パンティーやブラジャーなどの洋風下着類やナプキンやタンポンなどの生理用品が普及した。昭和30年代にアッパッパと呼ばれる筒型のワンピースが普及した。昭和40年代には団塊の世代の女性を中心にミニスカートブームがあり、スカートや着物以外に女性がズボンを着用することが公認された。女性が肌を露出する水着の着用が認知されて、若い女性の間で水着が普及した。髪型ではショートカットが社会的に認知されて、化粧品や美容院・美容整形などの女性ビジネスが普及した。
生活面では、昭和30年代にミシンが普及して経済面では個人店や百貨店主流のショッピングから主婦が買い物しやすいスーパーマーケットが普及した。男女平等や高学歴化が進んでいなかった戦後世代の昭和一桁世代からしらけ世代の女性は、夫がサラリーマンで子供が平均2人の家族が平均的なモデル家庭とされた。戦後世代の女性は専業主婦が主流だった。高等教育を受ける女性が急増した新人類世代以降の20代の高学歴女性ではOLが増加するなどの変化があった。

### 金の卵の時代
急速な高度経済成長に合わせて高齢化の進行と乳児死亡率など病死の減少が進み、都市の人口の急増が進んで日本の人口はさらに増加した。戦後すぐの第1次ベビーブームを経て、昭和40年代には日本の総人口がついに1億人を超えた。ベビーブームで生まれた世代は団塊の世代と呼ばれ、戦争を知らず、その膨大な世代人口の中で勝ち残るための競争に身を捧げることになり、自己主張はどの世代よりも激しくなった。地方出身者は口減らしのために都市部へ集団で送り込まれ（集団就職）、彼らは「金の卵」と呼ばれ、集団就職列車も運行された。都市部の中小企業に就職したかれらの豊富な労働力が日本経済を支えた。

### 左翼運動
一方、都市出身者や金銭的に余裕のある者は高校と大学へ進学して、高等教育の大衆化が進んだ。「60年安保」では国会議事堂にデモ隊が集結し岸内閣退陣運動があった。1960年代（昭和35年）頃に浅沼稲次郎暗殺事件など暴力事件による右翼テロが相次いだ。1970年（昭和45年）の70年安保闘争をピークとする左翼運動の高潮があり、欧米のベトナム戦争反対闘争や五月革命などと期を一にしていた。全共闘世代と言われる若者たちの一部は、「既成左翼」（日本共産党および日本社会党）の平和革命路線に反発した新左翼運動に身を投じ、機動隊や日本共産党系、右翼系の若者と衝突を繰り返した。日本の学生運動の挫折を経て、新左翼運動は孤立化し、日本赤軍・連合赤軍・よど号グループなどは過激化して内ゲバや一般市民を巻き込む日本赤軍事件・あさま山荘事件・成田空港管制塔占拠事件・連続企業爆破事件・よど号ハイジャック事件などのテロ活動へと追い込まれていった。彼らの起こした数々の事件は、それまで比較的同情的な面もあった世論の反発を引き起こした。若者たちの多くも東大紛争が失敗に終わると過激化した学生運動から距離を置くようになり、都市部の市民の多くは支持政党を持たない無党派層となった。

### 社会問題（公害・福祉・交通戦争）
昭和30年代には、国民皆保険体制が整備されて、高度経済成長の弊害として、4つの公害裁判となった公害病を指す『四大公害病』と言う言葉が誕生した。 昭和30年代から昭和49年頃にかけて三重県四日市市で発生した四日市ぜんそく（別名は塩浜ぜんそく・四日市公害）・神奈川県川崎市で発生した川崎公害（主な公害病名は川崎ぜんそく）など工業地帯や都市部での大気汚染が深刻化した。熊本県水俣市で発生した水俣病（別名は熊本水俣病）・新潟県阿賀野川流域で発生した新潟水俣病（別名は第二水俣病・阿賀野川水銀中毒）などの水銀中毒が発生し、また、富山県神通川流域で発生したイタイイタイ病も問題化した。深刻な公害に対応するために公害対策基本法が成立した。鉄道中心の交通から自動車中心の社会となり日本国有鉄道はローカル線を中心に赤字経営となった。昭和30年代から昭和40年代にかけて鉄道の電化工事が行われて、蒸気機関車が全廃された。モータリゼーションにより交通事故による死者が激増して、交通戦争と 言われるようになった。こうした時代状況で野党は、日本社会党や日本共産党が社会主義革命を唱える労働者政党から都会住民を支持基盤とする革新政党に変化して、中道政治を唱える民社党や創価学会を支持基盤とする公明党は都市部で支持者を増やして、労働者の地位向上や公害対策や高齢者などの福祉政策に積極的に取り組んだ。野党は昭和40年代に主婦層や商工業者、サラリーマンなどの都市住民に支持を広げた。大企業優先の成長路線だった自由民主党も、佐藤栄作首相の強力なイニシアチブの下、1971年（昭和46年）に環境庁を新設した。

### 日本復帰
臨時北部南西諸島政庁が設置されていた南西諸島地域は、1952年（昭和27年）2月10日にトカラ列島が、奄美群島が1953年（昭和28年）に12月25日アメリカから日本に返還された。1968年（昭和43年）6月28日に南方諸島及びその他の諸島に関する日本国とアメリカ合衆国との間の協定により小笠原諸島が返還された。1972年（昭和47年）5月15日に、琉球政府が設置されていた沖縄県が日本に復帰した。県民の祖国復帰運動が実った結果だが、沖縄のアメリカ軍基地がそのまま残されたことは後に禍根を残した。

### エネルギー問題
高度経済成長の進展とともに燃料が石炭から石油へ転換するエネルギー革命が開始されて、これまで有力産業の一つであった炭鉱業界の合理化が迫られて1959年（昭和34年）〜1960年（昭和35年）に三井三池争議があった。1973年（昭和48年）の第一次オイルショック（石油危機）に伴い、狂乱物価抑制のための総需要抑制策が執行されて、高度経済成長は終焉することとなった。田中角栄内閣は石油や天然ガスなど海外からの資源に依存する火力発電から脱却して原子力発電を推進するために、電源開発促進税法・特別会計に関する法律・発電用施設周辺地域整備法の電源三法を成立させた。

## 安定成長期とその後のバブル景気（1973-1989）
高度経済成長により日本は、過剰人口問題を解決して国民の生活は有史以来初めてといえる豊かさになった。2度のオイルショック後の急激なインフレーション（狂乱物価）と不況は短期間で終わり、素材産業など一部の重厚長大産業は没落したが、省エネルギー化を推進して、ハイテク産業・サービス業が成長して、安定成長へと順調に移行することができた。欧米諸国がスタグフレーションに苦しむ中、自動車や電化製品の生産を激増させ、集中豪雨的な海外輸出の拡大によって貿易黒字は増大の一途を辿り、ついに日本の経済は昭和40年代にソ連・西ドイツを抜き世界第2位の経済大国となった。1980年（昭和55年）には、戦後わずか30数年にしてGNPレベルではアメリカ合衆国の経済に次ぐ規模を持うようになり、国民の生活レベルは一億総中流と呼ばれた。この間、コンビニ・ウォークマン・カラオケが普及して、日米貿易摩擦が問題となった。日本の人口の増加は戦後急速に進んでいたが、団塊の世代（特に女性）の結婚が増加した影響で（昭和46年度〜昭和49年度）に第2次ベビーブームが発生したのが日本の人口構造の転換点となった。出生数が一時的に増加した直後の1975年（昭和50年）以降はしらけ世代の女性の未婚率の上昇で出生率が2人を下回った。昭和50年代から日本国は少子高齢化社会へと移行していく。

### 公共事業によるケインズ政策の実施
都市部の人口流入と農村部の人口減少が続き過疎と過密が社会問題となった。昭和40年代には、大都市部を中心に革新勢力が台頭して、社会党と共産党の革新統一のための協定が結ばれ、東京都の美濃部亮吉を初めとして、京都府・大阪府・神奈川県などの主要地方自治体で続々革新自治体が生まれた。中でも京都府では、蜷川虎三が7期28年にわたり知事を務めた。こうした中、保守勢力（自由民主党）は三大都市圏や太平洋ベルトの工業地域で深刻化した過密と農村部で深刻化した過疎の人口問題や地域格差の解決と、革新勢力への対抗のため、都市部のインフラ整備を急ぐとともに、農村部にも道路や圃場整備などの公共事業投資を増加させ、農村部の保守層からの支持を取り付ける利益誘導政策を行った。社会保障面でも、1961年（昭和36年）に国民皆保険が実現して、1973年（昭和48年）には老人医療自己負担無料化が実現して、本格的な福祉国家実現への機運が高まった。こうしてGDPの約1割を占めるほどに膨れ上がった公共事業投資と高齢化に伴い増加した社会保障投資は、財政悪化の主な要因となった。

### 派閥政治と保革の対立
1972年（昭和47年）には、日本列島改造論を唱えた田中角栄内閣が成立した。ロッキード事件を経て、三角大福中の自由民主党の派閥争い の時代となった。保革伯仲国会で中道政党（公明党・民社党）と革新政党（日本社会党・日本共産党）が勢力を伸ばす中、田中角栄が闇将軍として君臨した。1976年（昭和51年）以降は自由民主党出身の政治改革派が分離した新自由クラブや日本社会党から構造改革派が分離した社会民主連合などの議員数が少数の新党が結成された。昭和30年代の自由民主党と日本社会党の保守・革新の二大政党制の時代から、昭和40年代から昭和50年代にかけて中道政党や都市型新党が勢力を伸ばして多党化が進んだ。1980年（昭和55年）のハプニング解散による衆参同日選挙で自由民主党が大勝して社共共闘が消滅したこともあり、保守勢力の巻き返しが顕著となる。昭和50年代になり政治的な思想面では靖国神社問題や歴史教科書問題で右翼と左翼の対立が激化して、赤報隊事件などの右翼によるテロ事件が起きた。昭和22年の時点で元号が法制度上廃止されていたが昭和元号の使用普及率は高い状態だった。1947年から1979年までの期間は昭和が慣習として広く国民全体に普及していただけで法制上の根拠が不明確な状態だったので、左翼の間で元号廃止の動きがあった。元号に法的根拠を与えるために1979年（昭和54年）6月6日に大平内閣が元号法を成立させて、改元の法的準備ができた。元号法は同6月12日に公布、即日施行された。

### 芸能史
ビートルズ来日時に前座を務めたザ・ドリフターズのお笑いコント番組『8時だョ!全員集合』が1969年（昭和44年）から放送開始。最高視聴率50％を記録し、1985年（昭和60年）に最終回を迎えるまで約16年間続く国民的長寿番組となる。
昭和50年代に森昌子・桜田淳子・山口百恵の花の中三トリオやキャンディーズ・ピンク・レディー・松田聖子などの芸能人が国民の間で話題となった。バブル景気が始まった昭和60年代にはおニャン子クラブなどのアイドルブームがあった。

### 教育問題
教育面では、受験競争・偏差値教育・学歴社会・管理教育が進行して、1986年（昭和61年）の中野富士見中学いじめ自殺事件で注目されたいじめによる自殺問題・少年犯罪・非行、歴史教科書問題、子供の間でのゲームセンターや「ファミリーコンピュータ」の流行まで、教育問題がマスコミから非難された。経済界の要望で高専設置の教育改革と、詰め込み教育から個性重視教育への転換とゆとり教育の必要性が盛んに唱えられた。

### 新自由主義への移行とバブル時代
鈴木内閣から中曽根内閣時代に行政改革が叫ばれて臨調が設置された。昭和58年に新自由クラブとの連立政権を樹立した中曽根内閣の行革路線を皮切りに、老人医療の無料化制度を廃止するなどの福祉の縮小が行われた。三公社民営化（日本専売公社 → 日本たばこ産業 。日本国有鉄道 → 日本国有鉄道清算事業団とJRグループ。日本電信電話公社 → NTTグループ）と消費税導入計画が構想されて、野党の猛反対があったが、1988年（昭和63年）に消費税法案が可決した。福祉国家路線は見直されて新自由主義路線へと舵が切られた。イギリスのサッチャリズム、アメリカのレーガノミクス、東側諸国のペレストロイカや改革開放政策、そしてアジアNIEs諸国の躍進などの世界経済の大転換期の中で、日本の経済はプラザ合意を発端とする円高の進行で日本銀行による円高不況対策が行われて内需拡大が続くバブル景気に突入した。1986年（昭和61年）に男女雇用機会均等法が執行されて、昭和60年代に女性の社会進出が進んだ。学生は就職売り手市場でありバブル世代と呼ばれた。好景気の中、昭和の時代は平成へと移り変わり、冷戦の終結を迎える。

## 略年表

### 昭和初期から終戦まで
1926年（大正15年/昭和元年）
12月25日に大正天皇が崩御したことを受けて、裕仁親王が践祚、12月25日から昭和と改元。
1927年（昭和2年）
昭和金融恐慌勃発。南京事件。第1次若槻内閣総辞職。田中義一内閣（政友会内閣）成立。緊急勅令で金銭債務の支払延期等公布施行（モラトリアム）。金融恐慌対策のため第53回臨時議会招集。山東出兵#第一次出兵。東方会議。岩波文庫刊行開始。12月30日、上野・浅草間に日本最初の地下鉄が開通。
1928年（昭和3年）
最初の男子普通選挙（第16回衆議院議員総選挙）が実施される。三・一五事件：1道3府27県に共産党・労農党・評議会・無産青年同盟の関係者など千数百名を治安維持法違反容疑で検挙する。第55回帝国特別議会にて治安維持法の改正案を提出して審議未了となる。閣議で第2次山東出兵を決定。済南事件。張作霖爆殺事件・満洲某重大事件。緊急勅令で治安維持法改正公布施行（死刑罪・目的遂行罪追加）。アムステルダムオリンピックで織田幹雄（三段跳び）・鶴田義行（水泳200メートル平泳ぎ）が日本選手初めての金メダル、女子では人見絹枝が800メートルで銀メダルを獲得し女子初のメダリストとなる。昭和天皇即位の礼。
1929年（昭和4年）
世界恐慌の発生。田中義一内閣総辞職、浜口雄幸内閣（民政党内閣）成立。
1930年（昭和5年）
昭和恐慌。金輸出解禁。ロンドン海軍軍縮会議開催。第17回衆議院議員総選挙。婦人に公民権を認める市制・町村制改正案、衆議院で可決、貴族院で審議未了。10月、霧社事件。11月、濱口首相遭難事件。
1931年（昭和6年）
中村大尉事件。柳条湖事件、満洲事変勃発。金輸出再禁止。三月事件。十月事件。第2次若槻内閣成立。犬養内閣成立。
1932年（昭和7年）
血盟団事件。第18回衆議院議員総選挙。リットン調査団来日。3月1日、満洲国建国宣言。五・一五事件。犬養内閣総辞職。齋藤内閣成立。日満議定書締結、満洲国承認。第一次上海事変。
1933年（昭和8年）
ヨーヨーが流行。東京音頭がヒット。昭和三陸地震発生。12月23日に継宮明仁親王（生まれながらの皇太子となり、後に第125代天皇）が誕生した。3月国際連盟脱退。5月滝川事件、塘沽停戦協定（柳条湖事件に始まる満洲事変の軍事的衝突停止）。7月神兵隊事件。
1934年（昭和9年）
室戸台風襲来。ベーブ・ルースら米大リーグ選抜チームが来日。陸軍士官学校事件。帝人事件、斎藤内閣総辞職。7月岡田内閣成立。
1935年（昭和10年）
天皇機関説事件。相沢事件。吉川英治『宮本武蔵』連載開始（同14年に完結）。
1936年（昭和11年）
1月15日、日本全権、ロンドン軍縮会議からの脱退を通告。第19回衆議院議員総選挙。二・二六事件。岡田啓介内閣総辞職。広田弘毅に組閣命令下る。軍部大臣現役武官制が復活。日独防共協定締結。綏遠事件。西安事件。
1937年（昭和12年）
広田内閣閣内不統一のため総辞職。林銑十郎内閣成立。第20回衆議院議員総選挙。林内閣総辞職。第1次近衛内閣成立。7月7日、盧溝橋事件、日中戦争（支那事変）勃発。7月11日、現地停戦協定成立。政府河北派兵を声明。7月28日、日本軍、河北で総攻撃開始。8月13日、上海で日中両軍交戦（第二次上海事変）。8月15日、全面戦争に突入。9月「挙国一致・尽人報國・堅忍持久・八紘一宇」をスローガンに国民の戦争協力を促す国民精神総動員運動が始まる。10月6日、国際連盟総会、日本の行動非難の決定を採決。11月20日、大本営設置。11月日独伊防共協定締結。政府、朝鮮で皇国臣民ノ誓詞を配布する。内閣情報部が国民歌募集、「愛国行進曲」演奏発表会、レコード100万枚売れる。白白教事件。日本無産党が治安維持法により結社禁止（第一次人民戦線事件）。12月13日、日本軍が南京を占領。南京事件。
1938年（昭和13年）
近衛声明。4月国家総動員法制定。徐州会戦。7月、満洲国東南端で張鼓峰事件勃発。1940年東京オリンピックの中止決定。8月武漢作戦。
1939年（昭和14年）
1月平沼内閣成立。重慶爆撃。5月ソ連・モンゴル連合軍と満蒙国境付近で軍事衝突、日本側大敗（ノモンハン事件）。7月国民徴用令制定。8月独ソ不可侵条約制定によって広田内閣以来の親独政策の根拠を失い、平沼は「欧州情勢は複雑怪奇」という言葉を残して総辞職。9月1日、ドイツのポーランド侵攻により第二次世界大戦始まる。阿部内閣成立。賃金統制令・価格等統制令（九・一八停止令）公布。
1940年（昭和15年）
米内内閣成立。紀元2600年記念祝典。3月汪兆銘政権成立（11月日華基本条約で政権を承認）。7月第二次近衛内閣成立。9月日独伊三国軍事同盟締結、北部仏印進駐。10月大政翼賛会結成。11月大日本産業報国会結成。
1941年（昭和16年）
ゾルゲ事件。4月日ソ中立条約締結、日米交渉開始。7月、第三次近衛内閣成立、南部仏印進駐。ABCD包囲網によって対日石油輸出全面禁止。御前会議で帝国国策遂行要領決定。10月東條内閣成立。ハル・ノートが提示される。12月8日、南方作戦（マレー作戦・真珠湾攻撃）、太平洋戦争開戦。マレー沖海戦。戦艦大和竣工。言論、出版、集会、結社等臨時取締法公布、施行。
1942年（昭和17年）
シンガポールの戦い、フィリピンの戦い。4月18日、ドーリットル空襲で米陸軍機が東京府東京市、神奈川県川崎市、横須賀市、愛知県名古屋市、三重県四日市市、兵庫県神戸市を初空襲する。第21回衆議院議員総選挙。6月4日、ミッドウェー海戦。 7月1日、関門鉄道トンネル開業（貨物列車のみ）。戦艦武蔵竣工。ガダルカナル島の戦い。
1943年（昭和18年）
山本五十六戦死(海軍甲事件)。東京市と東京府が廃止、東京都が設置。日本軍ガダルカナル島撤退。アッツ島の戦い。ソロモン諸島の戦い。学徒出陣。
1944年（昭和19年）
大陸打通作戦、インパール作戦、マリアナ沖海戦、グアムの戦い、レイテ島の戦い、フィリピンの戦い (1944-1945年)。サイパン島陥落。小磯内閣成立。対馬丸事件。学童疎開。昭和東南海地震。B-29による東京への空襲が始まる。
1945年（昭和20年）
ヤルタ会談。硫黄島の戦い、占守島の戦い。地方総監府を設置して本土決戦に備える。終戦まで各地で大規模な空襲が行われる。
3月9日-10日 東京大空襲
3月 名古屋大空襲、大阪大空襲、神戸大空襲
4月1日 米軍が沖縄本島に上陸して地上戦となる（沖縄戦）。
4月7日  鈴木貫太郎内閣成立。
5月 横浜大空襲
6月 静岡大空襲
6月23日 沖縄で日本軍の組織的戦闘が終わる（慰霊の日）。
7月 北海道空襲
8月 富山大空襲
8月6日 広島市への原子爆弾投下
8月8日 ソ連が日ソ中立条約を破棄して日本に宣戦布告。千島列島・樺太に侵攻。
8月9日 長崎市への原子爆弾投下
8月10日 ポツダム宣言受諾の決定
8月14日 ポツダム宣言受諾
8月15日 宮城事件。玉音放送により国民に終戦が告げられる（終戦の日）。
9月2日 降伏文書調印
9月17日被爆地の広島市などを中心に枕崎台風襲来

### 昭和中期（終戦後と高度経済成長期まで）の年表
1946年（昭和21年）
1月1日に天皇が人間宣言。通化事件。食糧メーデー。11月3日、日本国憲法公布。農地改革。公職追放。12月21日、昭和南海地震。
1947年（昭和22年）
二・一ゼネスト（中止）。5月3日、日本国憲法施行。皇室典範及び皇室経済法施行、旧皇族の11宮家51人が皇籍離脱。地方自治法成立。伊豆諸島が本土復帰。
1948年（昭和23年）
昭和電工事件。朝鮮の済州島で大量虐殺（済州島四・三事件）、島民が日本に多数流入。阪神教育事件。福井地震発生。帝銀事件。巣鴨拘置所で東条英機、広田弘毅ら7名の死刑執行。
1949年（昭和24年）
ドッジ・ライン実施。下山事件。三鷹事件。松川事件が相次いで発生。 韓国から対馬返還要求。湯川秀樹が日本人初のノーベル賞を受賞。
1950年（昭和25年）
朝鮮戦争勃発。海上保安庁掃海部隊を朝鮮半島近海に派遣する。日本は朝鮮特需により経済復興が加速。警察予備隊（現・陸上自衛隊）発足。
1951年（昭和26年）
サンフランシスコ講和条約、日本国とアメリカ合衆国との間の安全保障条約調印。ラジオの民間放送が開始。
1952年（昭和27年）
トカラ列島が本土復帰。日米行政協定が締結される。李承晩ラインが引かれる。4月28日に日本国との平和条約が発効、主権回復。インドと平和回復（後にインドネシア・ビルマも平和条約締結）。
1953年（昭和28年）
テレビ本放送開始。力道山らが日本プロレスを設立、プロレスブーム到来。奄美群島が本土復帰。韓国に竹島が占拠される。
1954年（昭和29年）
1月2日二重橋事件。3月1日にビキニ環礁で水爆実験が行われ、第五福竜丸の乗組員が被曝。洞爺丸事故。自衛隊創設。
1955年（昭和30年）
自由党と日本民主党が合同して自由民主党、右派と左派が合併した日本社会党の成立（55年体制、保守合同・社会党再統一）。神武景気。原子力基本法成立。紫雲丸事故。トヨタ・クラウン発売開始。
1956年（昭和31年）
原子力委員会設置。日本原子力研究所設置。ソビエト連邦と国交回復、日ソ共同宣言。国際連合加入。
1957年（昭和32年）
なべ底不況。科学技術庁設置。五千円紙幣#C号券発行。
1958年（昭和33年）
岩戸景気。東京タワーが竣工。長嶋茂雄が読売巨人軍へ入団。一万円紙幣#C号券発行。南海丸遭難事故。チキンラーメン発売開始。スバル・360発売。
1959年（昭和34年）
4月10日に皇太子明仁親王（後の第125代天皇）が正田美智子と結婚（ミッチー・ブーム）。王貞治が読売巨人軍に入団。伊勢湾台風発生。新潟日赤センター爆破未遂事件。
1960年（昭和35年）
2月23日に浩宮徳仁親王（後の天皇）誕生。6月19日に（新）日米安全保障条約改定発効。その反対勢力による安保闘争起こる。7月19日、池田勇人内閣発足し『所得倍増計画』を打ち出す。浅沼稲次郎暗殺事件。
1961年（昭和36年）
農業基本法制定。嶋中事件。
1962年（昭和37年）
オリンピック景気。三河島事故。司馬遼太郎『竜馬がゆく』連載開始（同41年完結）。
1963年（昭和38年）
日本初の原子力発電所、東海発電所稼働。日本初の30分テレビアニメシリーズ『鉄腕アトム』の放映開始。
1964年（昭和39年）
名神高速道路・首都高速道路、そして世界初の高速鉄道である東海道新幹線開通。10月10日-10月24日、東京オリンピック開催。
1965年（昭和40年）
日韓基本条約調印。証券不況（構造不況）。朝永振一郎がノーベル物理学賞受賞。
1966年（昭和41年）
日本の総人口が1億人を突破。いざなぎ景気。ビートルズ来日（前座をザ・ドリフターズが務める）。三里塚闘争開始。
1967年（昭和42年）
初の建国記念の日の適用。公害対策基本法公布。四日市ぜんそく裁判が提訴される。
1968年（昭和43年）
革新政党などの反対の中、佐世保基地にエンタープライズが直航、佐世保エンタープライズ寄港阻止闘争発生。イタイイタイ病が公害病として認定。小笠原返還協定により、小笠原諸島などの南方諸島が返還される。川端康成が日本人初のノーベル文学賞受賞。東京都府中市で、三億円事件発生。漫画『ゴルゴ13』の連載開始。
1969年（昭和44年）
テレビアニメ『サザエさん』の放映開始。お笑い番組『8時だョ！全員集合』の放送開始。東名高速道路全線開通。東大安田講堂事件発生。日本の佐藤栄作首相とアメリカのリチャード・ニクソン大統領が面会。
1970年（昭和45年）
3月14日-9月13日に日本万国博覧会（大阪万博）開催。よど号ハイジャック事件。三島事件。

### 昭和後期（ポスト高度経済成長期からバブルまで）の年表
1971年（昭和46年）
7月1日に環境庁設置。ニクソン・ショック。カップヌードル発売。円が変動相場制になり、日本の好景気に一時的な不況をもたらす。
1972年（昭和47年）
札幌オリンピック開催。あさま山荘事件。山陽新幹線の新大阪駅-岡山駅間が開通。テルアビブ空港乱射事件。千日デパート火災。沖縄返還協定により、沖縄（琉球諸島及び大東諸島）の施政権がアメリカ合衆国から日本に復帰する（沖縄返還）。奈良県明日香村にある高松塚古墳で、極彩色の壁画が発見される。日本がG5（現在のG7）の一部となる。日本列島改造論。日本国政府と中華人民共和国政府の共同声明（日中共同声明、台湾断交）。アントニオ猪木が新日本プロレスを、ジャイアント馬場が全日本プロレスをそれぞれ設立。
1973年（昭和48年）
中東戦争による第一次オイルショック。金大中事件。大洋デパート火災。
1974年（昭和49年）
連続企業爆破事件。田中金脈問題。セブン-イレブン日本第1号店開店。
1975年（昭和50年）
3月10日に山陽新幹線の岡山駅-博多駅間が開通。沖縄国際海洋博覧会開催。
1976年（昭和51年）
ロッキード事件。王貞治がベーブ・ルースの本塁打記録を抜く。
1977年（昭和52年）
北朝鮮による日本人拉致問題が盛んになる。王貞治がハンク・アーロンの本塁打記録を抜き世界一となる。ダッカ日航機ハイジャック事件。
1978年（昭和53年）
日中平和友好条約調印。新東京国際空港（現・成田国際空港）開港。第一回隅田川花火大会。
1979年（昭和54年）
イランイスラム革命による第二次オイルショック。テレビアニメ『ドラえもん』（第2期）の放送開始。東京サミット。インベーダーゲームが流行。ソニーが「ウォークマン」発売。日本坂トンネル火災事故。元号法成立。
1980年（昭和55年）
ハプニング解散。大平正芳が急死。原宿で竹の子族が出現。新宿西口バス放火事件。年間自動車生産数が千万台を超え、日本がアメリカに次ぐ自動車生産国となる。読売ジャイアンツの王貞治引退。
1981年（昭和56年）
中国残留孤児が初来日する。建築基準法の施行令改正（新しい耐震基準）。神戸ポートアイランド博覧会。福井謙一がアジア人初のノーベル化学賞受賞。
1982年（昭和57年）
ホテルニュージャパン火災。東北新幹線（大宮駅-盛岡駅間）、上越新幹線（大宮駅-新潟駅間）開通。3月18日に川崎公害裁判が開始。
1983年（昭和58年）
東京ディズニーランド開園。日本海中部地震発生。おしんブーム。任天堂のテレビゲーム機「ファミリーコンピュータ」誕生。三宅島の雄山が噴火。奈良県明日香村にあるキトラ古墳の石室内の彩色壁画に玄武が発見される。ロッキード事件の裁判で、田中角栄元首相に対し、懲役4年、追徴金5億円の有罪判決が下る。
1984年（昭和59年）
グリコ・森永事件が発生。新しい紙幣が発表され、一万円札の表面は福沢諭吉、 五千円札の表面は新渡戸稲造、そして千円札の表面は夏目漱石に変更された。高円宮家創設。日本の平均寿命が男女とも世界一に。
1985年（昭和60年）
AIDSの患者が初めて公的に認知される。東北新幹線と上越新幹線・大宮駅-上野駅間が開通。4月1日、日本電信電話公社・日本専売公社が民営化されて、日本電信電話（NTT）・日本たばこ産業（JT）が発足。つくば科学博開催。8月12日、日本航空123便墜落事故が発生し、乗客乗員524人中520人死亡で、単独機の航空事故の死亡者数として世界最多を記録。G5でプラザ合意（昭和60年の円高不況）。任天堂ゲームソフト『スーパーマリオブラザーズ』発売、爆発的なヒットとなる。
1986年（昭和61年）
男女雇用機会均等法執行。東京サミット開催。日本社会党の土井たか子が議会政党としては日本初の女性党首に就任。伊豆大島の三原山が噴火したが、住民は先に避難していた。
1987年（昭和62年）
バブル景気（平成景気）が本格化。国鉄分割民営化で国鉄が民営化し、JRグループが発足され、JRとして7つの会社に分かれる。石原裕次郎死去。
1988年（昭和63年）
青函トンネル、瀬戸大橋が開業。リクルート事件が問題化。テレビアニメ『それいけ!アンパンマン』の放映開始。海上自衛隊のなだしお潜水艦が、遊漁船の第一富士丸と衝突し、遊漁船が沈没（なだしお事件）。
1989年（昭和64年/平成元年）
女子高生コンクリート詰め殺人事件（発覚は1989年 (平成元年)3月）。1月7日に昭和天皇が崩御し、皇太子明仁親王の第125代天皇即位に伴い、翌8日に平成と改元される（戦後初の改元）。

## 西暦との対照表
| 昭和 | 元年   | 2年    | 3年    | 4年    | 5年    | 6年    | 7年    | 8年    | 9年    | 10年   |
| ---- | ------ | ------ | ------ | ------ | ------ | ------ | ------ | ------ | ------ | ------ |
| 西暦 | 1926年 | 1927年 | 1928年 | 1929年 | 1930年 | 1931年 | 1932年 | 1933年 | 1934年 | 1935年 |
| 干支 | 丙寅   | 丁卯   | 戊辰   | 己巳   | 庚午   | 辛未   | 壬申   | 癸酉   | 甲戌   | 乙亥   |
| 昭和 | 11年   | 12年   | 13年   | 14年   | 15年   | 16年   | 17年   | 18年   | 19年   | 20年   |
| 西暦 | 1936年 | 1937年 | 1938年 | 1939年 | 1940年 | 1941年 | 1942年 | 1943年 | 1944年 | 1945年 |
| 干支 | 丙子   | 丁丑   | 戊寅   | 己卯   | 庚辰   | 辛巳   | 壬午   | 癸未   | 甲申   | 乙酉   |
| 昭和 | 21年   | 22年   | 23年   | 24年   | 25年   | 26年   | 27年   | 28年   | 29年   | 30年   |
| 西暦 | 1946年 | 1947年 | 1948年 | 1949年 | 1950年 | 1951年 | 1952年 | 1953年 | 1954年 | 1955年 |
| 干支 | 丙戌   | 丁亥   | 戊子   | 己丑   | 庚寅   | 辛卯   | 壬辰   | 癸巳   | 甲午   | 乙未   |
| 昭和 | 31年   | 32年   | 33年   | 34年   | 35年   | 36年   | 37年   | 38年   | 39年   | 40年   |
| 西暦 | 1956年 | 1957年 | 1958年 | 1959年 | 1960年 | 1961年 | 1962年 | 1963年 | 1964年 | 1965年 |
| 干支 | 丙申   | 丁酉   | 戊戌   | 己亥   | 庚子   | 辛丑   | 壬寅   | 癸卯   | 甲辰   | 乙巳   |
| 昭和 | 41年   | 42年   | 43年   | 44年   | 45年   | 46年   | 47年   | 48年   | 49年   | 50年   |
| 西暦 | 1966年 | 1967年 | 1968年 | 1969年 | 1970年 | 1971年 | 1972年 | 1973年 | 1974年 | 1975年 |
| 干支 | 丙午   | 丁未   | 戊申   | 己酉   | 庚戌   | 辛亥   | 壬子   | 癸丑   | 甲寅   | 乙卯   |
| 昭和 | 51年   | 52年   | 53年   | 54年   | 55年   | 56年   | 57年   | 58年   | 59年   | 60年   |
| 西暦 | 1976年 | 1977年 | 1978年 | 1979年 | 1980年 | 1981年 | 1982年 | 1983年 | 1984年 | 1985年 |
| 干支 | 丙辰   | 丁巳   | 戊午   | 己未   | 庚申   | 辛酉   | 壬戌   | 癸亥   | 甲子   | 乙丑   |
| 昭和 | 61年   | 62年   | 63年   | 64年   |        |        |        |        |        |        |
| 西暦 | 1986年 | 1987年 | 1988年 | 1989年 |        |        |        |        |        |        |
| 干支 | 丙寅   | 丁卯   | 戊辰   | 己巳   |        |        |        |        |        |        |

元年と最終年の期間
昭和元年（1926年）: 12月25日〜12月31日〈7日間〉
昭和64年（1989年）: 1月1日〜1月7日〈7日間〉

## 現代における昭和
- 国民の祝日に関する法律が一部改正され、2007年（平成19年）から毎年4月29日は、昭和の日に変更された[注 15]。祝日法には「昭和の日－激動の日々を経て、復興を遂げた昭和の時代を顧み、国の将来に思いをいたす」と定められている。
- 「昭和ノスタルジー」、あるいは「昭和レトロ」という風潮が存在し、戦前期（昭和一桁・昭和10年代）のアール・デコ建築や、高度経済成長期（昭和30年代から昭和40年代）の古い町並みを活かして観光地化を進めている町もある。だがその一方で、ただの懐古主義に浸っているだけという批判もある。また、平成末期以降は「古臭い」「時代遅れ」「前世紀の遺物」というネガティブな意味合いを込めた代名詞として「昭和」という言葉が使われるケースも出現している。
- 昭和生まれの総人口は1984年（昭和59年）に1億人を突破して、その後も1億人以上を維持していたが、昭和生まれが高齢化したことによって死亡が増加した影響で、2007年（平成19年）に昭和生まれの日本の総人口が1億人割れをして、全人口比では78.2%（9997万人）となり、平成生まれが、全人口比で16.3%（2081万人）となり、平成生まれの人口が2000万人を突破した。
- 昭和生まれは、以下の世代に区分されている。[93]
  1. 昭和一桁世代（1926年（昭和元年）生まれ〜1934年（昭和9年）生まれ）
  2. 焼け跡世代（1935年（昭和10年）生まれ〜1946年（昭和21年）生まれ）
  3. 全共闘世代（1940年（昭和15年）生まれ〜1949年（昭和24年）生まれ）
  4. 団塊の世代（1947年（昭和22年）生まれ〜1949年（昭和24年）生まれ）
  5. しらけ世代（1950年（昭和25年）生まれ〜1964年（昭和39年）生まれ）
  6. 新人類世代（1955年（昭和30年）生まれ〜1964年（昭和39年）生まれ）
  7. バブル世代（1965年（昭和40年）生まれ〜1969年（昭和44年）生まれ）
  8. 氷河期世代（1970年（昭和45年）生まれ〜1982年（昭和57年）生まれ）
  9. 団塊ジュニア世代（1971年（昭和46年）生まれ〜1974年（昭和49年）生まれ）
  10. ポスト団塊ジュニア世代（1975年（昭和50年）生まれ〜1984年（昭和59年）生まれ）
  11. ミニマムライフ世代（1982年（昭和57年）〜1986年（昭和61年）生まれ）
  12. ゆとり世代（1987年（昭和62年）生まれ〜2003年（平成15年）生まれ）
  13. さとり世代（1989年（昭和64年）生まれ〜1997年（平成9年）生まれ）

など複数の世代で構成されている。
- 平成時代の流行語として、昭和専と呼ばれる昭和生まれ（主に団塊ジュニア世代の男性から昭和60年代生まれの男性）の年上の男性を好んでいる平成生まれの若い女性を指す言葉が誕生した。
- 平成末期から令和初期まで、国会議員は全員昭和生まれだった[注 16]。2015年（平成27年）の第18回統一地方選挙で平成生まれの地方議員が14人誕生した[94]。
- 阪神タイガースの糸井嘉男（昭和56年7月31日生まれ）が2022年シーズン限りで引退し、タイガースは日本プロ野球の12球団中で初めて昭和生まれの選手がいないチームとなった。タイガースは2023年シーズンから所属選手全員が1990年代以降生まれとなり、同年に昭和生まれの選手不在チームで初めてリーグ優勝と日本一を達成した[95]。
- 2025年は昭和100年にあたる。昭和改元から100年の節目を迎える2026年に向け、政府も内閣官房に専門部署を設置し、昭和の日や改元の日（12月25日）を軸に記念事業の準備を進めていく方針。

## 昭和を冠するもの

### 企業・団体
- 昭和電力 - 昭和と改元された2日後（1926年（昭和元年）12月27日）発足。
- 昭和産業
- 昭和電工 - レゾナックホールディングスの旧社名。
- 昭和電線電纜 - SWCCの旧社名。
- 昭和飛行機工業
- ショーワ
- 昭和シェル石油 - 現在の出光興産の前身の一つ。
- 昭和プロダクション - 大阪市を本拠とする芸能事務所。
- 昭和自動車 - 佐賀県唐津市に本社を置く路線バス事業者。
- 昭和リース
- ショウワノート
- 昭和信用金庫
- 昭和被服総業 - 岡山市東区西大寺にある老舗アパレルメーカー。
- 昭和食堂 - なつかし処をモチーフとする東海地方を中心に愛知県名古屋市を拠点する居酒屋チェーン。
- 昭和アルミニウム
- 新昭和
- 大昭和製紙 - 現在の日本製紙の前身の一つ。
- 昭和無線工業 - SMKの旧社名。

### 教育・学校
- 昭和高等学校（公立） - 東京都立と愛知県立がある
- 昭和鉄道高等学校
- 昭和第一高等学校
- 昭和第一学園高等学校
- 昭和医科大学 - 2005年まで昭和大学医療短期大学を併設
- 昭和音楽大学 - 昭和音楽大学短期大学部を併設
- 昭和女子大学 - 昭和女子大学附属昭和中学校・高等学校、昭和女子大学短期大学部（2014年まで）を併設
- 昭和薬科大学 - 同一学校法人運営で昭和薬科大学附属高等学校・中学校がある
- 昭和学院短期大学 - 同一学校法人運営で昭和学院中学校・高等学校、昭和学院秀英中学校・高等学校がある
- 昭和中学校 - 全国各地にある
- 昭和小学校 - 全国各地にある
- 昭和幼稚園 - 全国各地にある

### 地名
- 昭和基地
- 愛知県名古屋市昭和区
- 北海道函館市昭和、昭和町
- 広島県呉市昭和町
- 山梨県中巨摩郡昭和町
- 秋田県南秋田郡昭和町 - 現在の潟上市
- 山形県新庄市昭和地区
- 徳島県徳島市昭和町
- 福島県大沼郡昭和村
- 群馬県利根郡昭和村
- 栃木県宇都宮市昭和
- 岐阜県高山市昭和町
- 香川県さぬき市昭和
- 福岡県北九州市八幡東区昭和
- 佐賀県武雄市昭和
- 東京都昭島市 - 昭和町と拝島村が合併して成立
- 昭和島（東京都ほか）
- 昭和新山

他にも昭和町という地名は日本全国の至る所に存在している。

### 交通
- 昭和駅（JR東日本鶴見線）
- 昭和停留場
  - 現：昭和駅（上記）
  - 現：南大町駅（JR東日本大糸線）
  - 西鉄北九州線に1992年まで存在した停留場 - 西鉄北九州線#電停一覧を参照。
- 昭和駅（廃止、留萠鉄道）
- 昭和町駅（大阪市高速電気軌道（Osaka Metro）御堂筋線）
- 昭和町駅（JR四国高徳線）
- 昭和町駅（名古屋臨海鉄道昭和町線の貨物駅） - 以前は近傍に名古屋市電大江線の昭和町停留場が存在
- 土佐昭和駅（JR四国予土線）
- 雄鉄昭和駅（廃止、雄別鉄道）
- 昭和通り（東京都ほか）
- 昭和橋（利根川ほか）
- 昭和大橋 (桑折町)
- 昭和大橋 (新潟市)

### 公園
- 昭和公園（北海道函館市）
- 昭和の森公園（千葉県ほか）
- 国営昭和記念公園（東京都立川市、昭島市）
- 日本昭和村-現在のぎふ清流里山公園の旧称（岐阜県美濃加茂市）

### 曲
- 昭和おんなブルース（青江三奈のシングル、1970年）
- 昭和枯れすゝき（さくらと一郎のシングル、1974年）
- 昭和ブルース（天知茂のシングル、1974年）
- 昭和北前船（鳥羽一郎のシングル、1987年）
- 昭和舟歌（小林旭のシングル、1988年）
- 昭和（長渕剛のアルバム『昭和』収録、1989年）
- 昭和夢つばめ（石川さゆりのシングル、1996年）
- 昭和残照（杉良太郎のシングル、1999年）
- 昭和最後の秋のこと（森進一・桂銀淑の競作シングル、ともに1999年）
- 昭和レジデンス（クレイジーケンバンドのアルバム『グランツーリズモ』収録、2002年）
- 昭和の階段 Vol.1（工藤静香のアルバム名、2002年）
- 昭和（レミオロメンのシングル「雨上がり」、アルバム『朝顔』収録、2003年）
- 昭和モダン（山崎まさよし、『服部良一 〜生誕100周年記念トリビュート・アルバム〜』収録、2007年）
- 昭和の歌など聴きながら（八代亜紀のシングル、2008年）
- ギリ昭和（キュウソネコカミのアルバム『ギリ平成』収録、2018年）

## その他昭和に関する事柄
- 大正天皇が崩御した際に、東京日日新聞（現：毎日新聞）が『新元号は光文』をスクープしたが、新元号は『昭和』と発表され（結果として）大誤報となってしまった。一説には「光文」がスクープされたために急遽「昭和」に差し替えられたとも言われている（光文事件）。しかし、「光文」は内閣の新元号案に提示されているのみであり、実際に新元号作成中心になっていた宮内省の最終第3案まで残っていたのは「昭和」「神化」「元化」の3案とされる。枢密院議長、倉富勇三郎の日記によれば、その後の調整で1926年（大正15年）12月8日時点で「昭和」を最終候補とし「元化」「同和」を参考とする最終案が決定していたことが明らかになっている。「光文」は、内閣案の一つが選定作業中に漏れたに過ぎず、記者が検証できないまま飛びついたのが実情とされる（『昭和大礼記録』、石渡隆之『北の丸』第7号（1976年〔昭和51年〕9月）「公的記録上の「昭和」」、『倉富勇三郎日記』「倉富勇三郎関係文書」[96]）。
- 昭和の「昭」は今でこそポピュラーな漢字だが、当時はまれに人名で使われたりする以外は[注 17]、学者や一部の貴族以外は馴染みのない漢字であったという（元来は「照」の原字で、意味も「照」と同じ。）。そのため、「昭和」が最終案に選考された際には当時の一木喜徳郎宮内大臣から「章和」とすべきとの意見が出された。しかし、「章和」は過去漢と高昌で使用されていた元号であり、結局原案のまま「昭和」に確定した経緯がある。
- 史上還暦を迎えた元号は日本の昭和と清の康熙だけである。（昭和は丙寅で「還暦」している。）
- 1926年（大正15年）12月25日に出生した新生児は、その当日が大正天皇崩御のため役所が休みとなったこともあって、出生届の提出が遅れ、戸籍上の誕生日が異なる（大部分が翌年（1927年）の昭和2年生）ケースが多発した。植木等、関根潤三らがこうしたケースに当たる。また、メリー喜多川は同じ日に生まれているが、出生地がアメリカであったためこの事例には含まれない[注 18]。
- 日本では、嘗て使用した元号は二度と使用しないという慣例がある。昭和も例外ではないが、鎌倉時代に「しょうわ」と読む同音異字の元号「正和」を使用した例がある。